# Charles-Maurice de Talleyrand-Périgord
(Talleyrand)
Charles-Maurice de Talleyrand-Périgord, principe di Benevento, principe duca di Talleyrand e pari di Francia (ʃaʁl moʁis də tal(ɛ)ʁɑ̃ peʁiɡɔʁ; Parigi, 2 febbraio 1754 – Parigi, 17 maggio 1838), è stato un nobile, politico, diplomatico e vescovo cattolico francese dismesso, appartenente al casato dei Talleyrand-Périgord.
Talleyrand è considerato tra i maggiori esponenti del trasformismo politico e del realismo politico.
Servì la monarchia di Luigi XVI, poi la Rivoluzione francese in alcune sue varie fasi, l'Impero di Napoleone Bonaparte e poi di nuovo la monarchia, questa volta quella di Luigi XVIII, fratello e successore del primo monarca servito, infine fu ancora gran ciambellano sotto Carlo X e ambasciatore di Luigi Filippo.
Nel corso della sua lunga carriera gli vennero affibbiati diversi soprannomi, tra cui i più noti furono "Il diavolo zoppo", "Il camaleonte" e "Lo stregone della diplomazia". Fu, con Metternich, il grande protagonista del congresso di Vienna.

## Biografia

### Origini familiari e giovinezza
La famiglia Talleyrand vantava la propria discendenza da Adalbert, conte di Périgord e vassallo di Ugo Capeto nel 990. A proposito di questo personaggio, circola un aneddoto che ben spiega quali fossero all'epoca i rapporti tra i sovrani e i loro vassalli: nel 990 il conte Adalbert, restio a prestare giuramento al nuovo sovrano di Francia, Ugo Capeto appunto, venne convocato a Parigi dal re il quale, di fronte alla sfrontatezza dei modi del suo vassallo, gli domandò bruscamente: "Chi ti ha fatto conte?", al che Adalbert ribatté con stupefacente insolenza: "Chi ti ha fatto re?". Tali rimasero per i secoli successivi i rapporti tra i re di Francia e il Casato di Périgord, fatti di reciproca diffidenza e sofferta sottomissione da parte dei Talleyrand: il clima che il piccolo Charles-Maurice respirò in famiglia fu dunque quello di grande orgoglio aristocratico e assoluta certezza che il suo sangue lo rendeva pari a un re, fatto che rendeva gli affari di Stato della Francia un semplice "prolungamento" degli affari di famiglia, dei quali avrebbe dovuto occuparsi personalmente (convinzione che lo sosterrà durante tutta la vita).

Arma dei conti di Périgord

Il Casato di Périgord, inoltre, poteva annoverare nei suoi rami araldici un Gran maestro dell'Ordine templare, Armand de Périgord (figlio cadetto del conte Hélie V de Périgord) e un famoso cardinale, Hélie de Talleyrand-Périgord, protagonista del Papato avignonese, decano del collegio cardinalizio, soprannominato "Creatore di Papi", per l'abilità e l'autorevolezza politica all'interno della Curia. Nel Medioevo troviamo pure: Hélie (m. 1205), alleato di Filippo Augusto contro Riccardo Cuor di Leone; Roger-Bernard (m. 1369), che combatté gli inglesi; il figlio Archambaud V, morto in Inghilterra nel 1399. In epoca moderna due personaggi si illustrarono, seppur negativamente: il primo, Henri de Talleyrand-Périgord, conte di Chalais, amante della celebre duchessa de Chevreuse, fu il protagonista di una cospirazione aristocratica contro il cardinale Richelieu, chiamata a causa del ruolo primario che il conte vi svolse, "Cospirazione di Chalais": la macchinazione però fu scoperta dall'astuto cardinale e Talleyrand-Périgord finì sul patibolo.

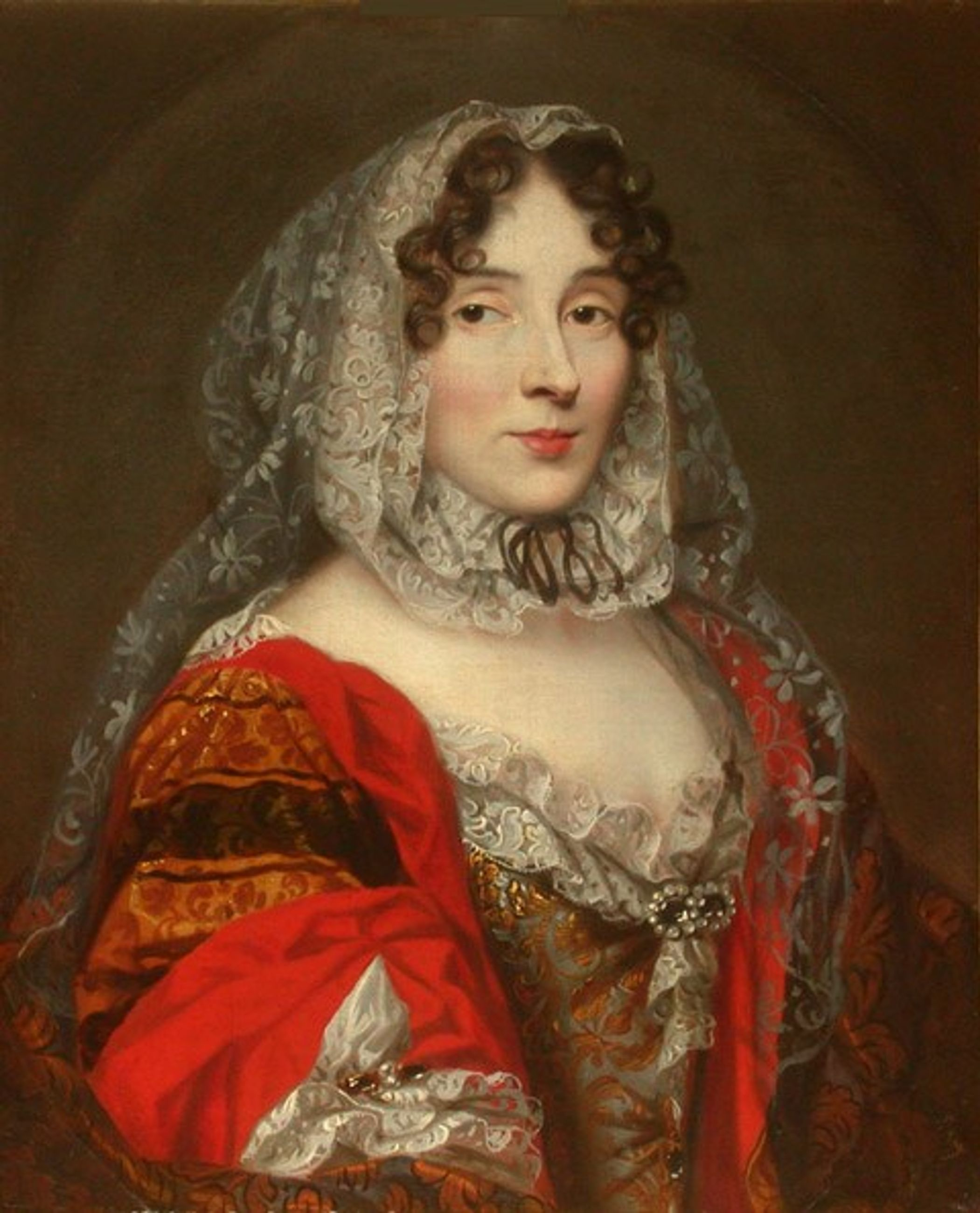
La celebre Princesse des Ursins, moglie di Adrien de Talleyrand

Suo nipote, Adrien de Talleyrand, conte di Chalais, marito della celebre Princesse des Ursins, fu esiliato dalla Francia per aver ucciso in duello il duca di Beauvilliers.
Si trattava dunque di una famiglia dell'alta nobiltà, come attestato anche dalle lettere patenti del 1613 e 1735 (con quest'ultima il re Luigi XV autorizzava il nonno di Talleyrand, il conte Gabriel, a fregiarsi del titolo di "conte di Périgord", estinto da tempo nel ramo principale e detenuto formalmente dai sovrani borbonici). Suoi parenti occuparono cariche importanti anche nel corso del XVIII secolo durante i regni di Luigi XV e Luigi XVI.
Charles-Maurice nacque a Parigi il 2 febbraio 1754 al numero 4 di rue Garanciére, da Charles-Daniel de Talleyrand-Périgord, cavaliere dell'Ordine di San Michele, luogotenente del re, conte di Périgord, e da Alexandrine de Damas d'Antigny; i genitori risiedevano abitualmente a Versailles, anche se a causa della relativamente scarsa disponibilità economica non facevano molta vita di corte. Fratello di suo padre era Alexandre-Angélique de Talleyrand-Périgord, che fu dapprima arcivescovo di Reims e successivamente cardinale arcivescovo di Parigi e al quale Talleyrand fu legato per tutta la vita.

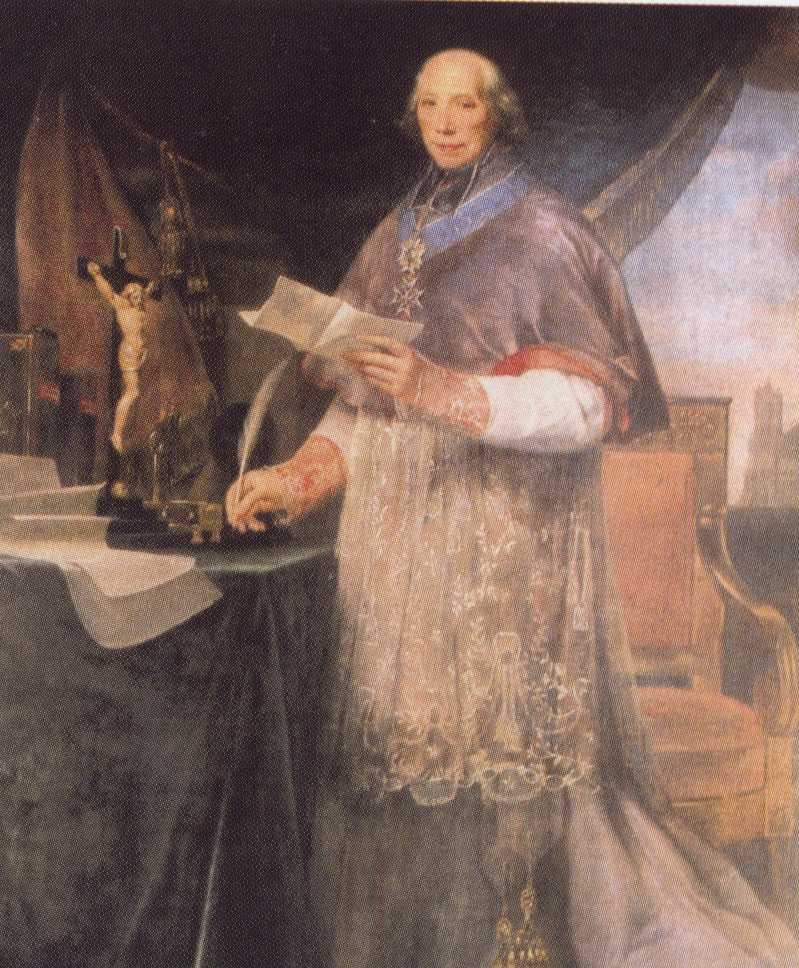
Alexandre Angélique de Talleyrand-Périgord, zio paterno di Talleyrand

Charles-Maurice era fin dall'infanzia claudicante: secondo alcuni biografi era affetto da una malattia genetica, la sindrome di Marfan; secondo altri sarebbe stato vittima della caduta da un alto mobile, ove incautamente la donna cui era stato affidato a balia l'aveva lasciato. Per altri si trattava di piede equino-varo-supinato congenito. Il risultato comunque fu che per poter camminare dovette ricorrere a una protesi metallica pesante e ingombrante. A causa di quest'infermità non poté essere destinato alla carriera militare e venne quindi privato dai genitori del suo diritto di maggiorasco (che fu concesso in sua vece al fratello Archambaud) e destinato alla carriera ecclesiastica, nella quale avrebbe trovato quella protezione dalle avversità della vita che da solo, secondo loro, causa la sua infermità non sarebbe stato in grado di garantirsi.

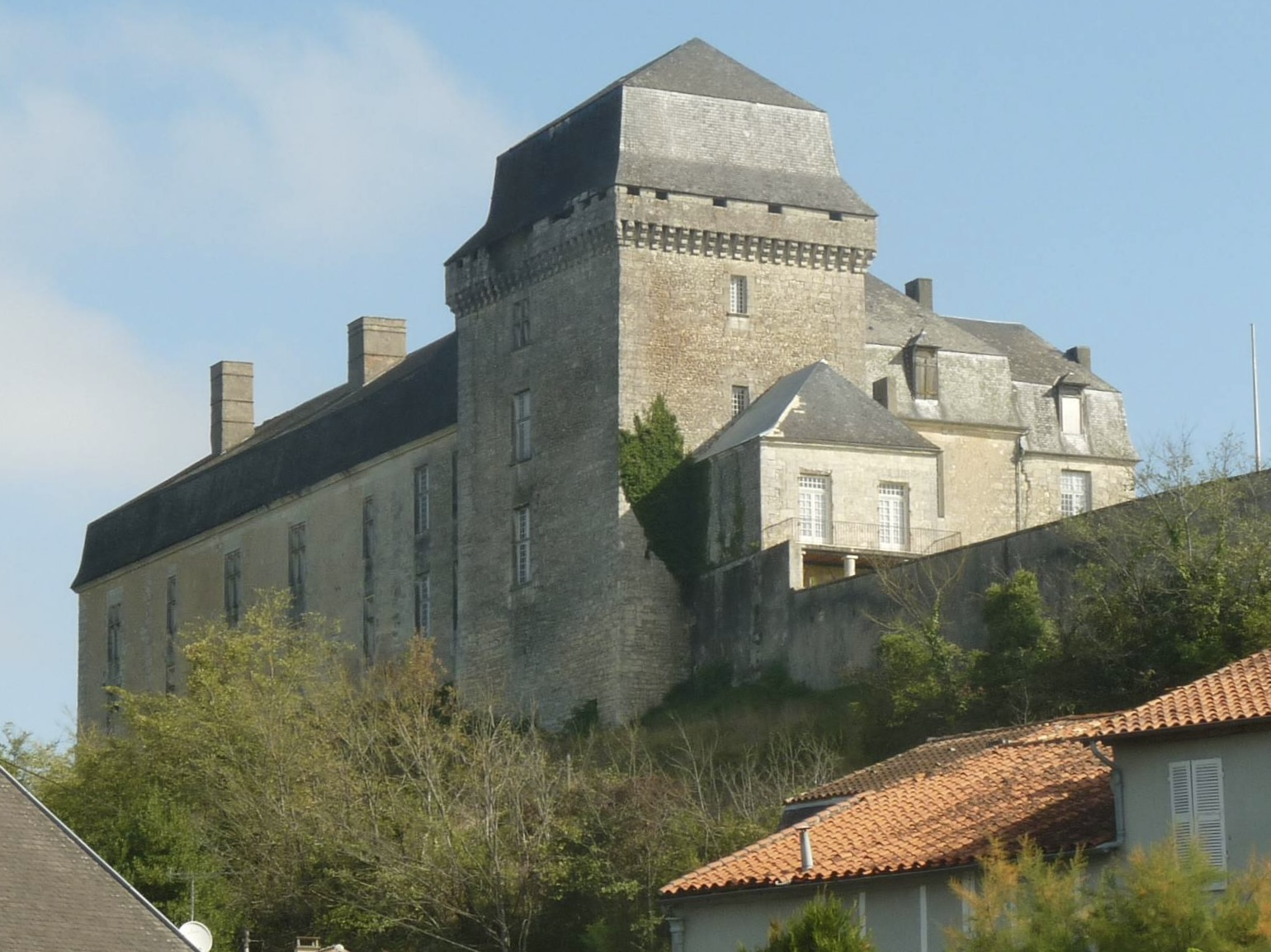
Il castello di Chalais, dimora avita dei Talleyrand-Périgord, dove il piccolo Charles-Maurice trascorse l'infanzia, affidato alla bisnonna, la principessa di Chalais

Dopo l'infortunio - se di infortunio si trattò - il piccolo venne sottratto alla balia irresponsabile e fu affidato , nel castello avito di Chalais, alle cure della bisnonna, Marie-Françoise de Rochechouart, "donna deliziosa", come scriverà più tardi Talleyrand nelle sue memorie, discendente della marchesa di Montespan e appartenente al più antico casato di Francia dopo la famiglia reale.
Qui il bambino crebbe nel ricordo della gloria dei suoi avi (tra i quali si annoveravano, per parte di madre, anche Jean-Baptiste Colbert ed Étienne Marcel, oltre che il famoso abate Ugo di Cluny) e nella consapevolezza del suo rango. Tra il 1762 e il 1769 studiò al Collegio d'Harcourt (attuale Liceo Saint-Louis), uno dei più prestigiosi di Parigi e dell'intera Francia, per essere avviato poi agli studi religiosi.

### Carriera ecclesiastica sotto l'Ancien Régime

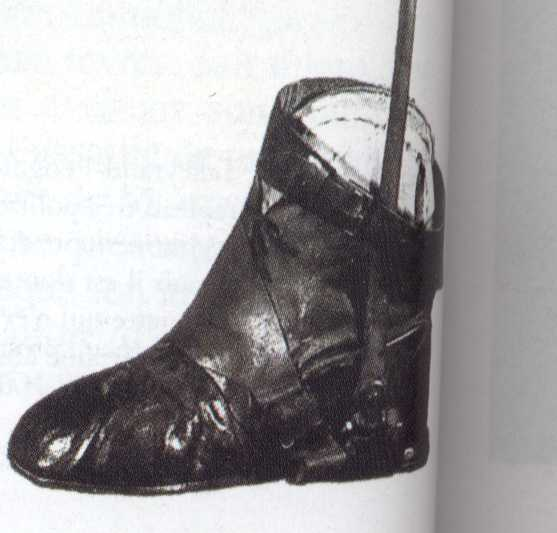
Protesi ortopedica che Talleyrand usava per correggere la zoppia

Nel 1769, all'età di quindici anni, Talleyrand entra nel seminario di Saint-Sulpice, pur nello stesso periodo frequentando ostentatamente un'attrice della Comédie-Française di nome Dorothée Dorinville. Ai superiori che gli rimproveravano tale comportamento pare rispondesse, forte anche del proprio nome: «Mi avete voluto? Adesso tenetemi come sono».
Il 28 maggio 1774 Talleyrand riceve gli ordini minori e pochi mesi dopo, il 22 settembre, ottiene il baccalaureato in teologia alla Sorbona (con due anni d'anticipo sull'età prevista, grazie a una dispensa), con relatore tale Charles Mannay, essendosi distinto negli studi nonostante la mancanza di vocazione (anche se la tesi fu in parte redatta dallo stesso Mannay). Il 1º aprile 1775 Talleyrand pronuncia i voti e diviene canonico della cattedrale di Reims, la diocesi dello zio.
L'11 giugno 1775 assiste alla consacrazione di Luigi XVI, il cui vescovo concelebrante è suo zio; suo padre reca in processione la Santa Ampolla, contenente l'olio sacro usato per ungere e consacrare i re di Francia.
Nella primavera del 1778 incontra Voltaire, per il quale nutrirà sempre una viva ammirazione. Il 18 dicembre 1779 viene ordinato sacerdote; la sera innanzi il suo amico e compagno di bagordi Auguste de Choiseul-Gouffier, cugino del più noto Étienne François de Choiseul, trovandolo prostrato in lacrime, insiste perché rinunci, ma lui dice che è ormai troppo tardi per tornare indietro. All'ordinazione non è presente nessun membro della famiglia; i genitori assisteranno tuttavia alla sua prima Messa. Poco dopo ottiene l'assegnazione dell'abbazia di Saint-Remi a Reims, con annesse prebende; non prende dimora presso l'abbazia che gli è stata assegnata, ma si stabilisce a Parigi. Si mette subito in luce per la sua parlantina brillante e sicura e l'abilità dialettica con cui difende le proprie posizioni: per questo motivo riesce ben presto a farsi eleggere, sempre con l'apporto dello zio, a deputato di "secondo ordine" all'Assemblea generale del clero francese. Più o meno nello stesso periodo è iniziato alla Massoneria nella loggia L'Impériale des francs-chevaliers, anche se vi manterrà sempre un ruolo di basso profilo, non andando mai oltre il grado di "Apprendista".
Nel 1780 è nominato agente generale per il clero di Francia, grazie all'abilità con cui ha sostenuto, nel corso della quinquennale Assemblea della Chiesa gallicana, la difesa dei beni della Chiesa dalle mire del fisco di Luigi XVI, riuscendo però due anni più tardi a far votare dalla stessa Assemblea un "dono gratuito" di 15 milioni di livre al sovrano, come contributo alle casse statali. Tale carica, equivalente a un dicastero delle finanze statali, gli permetterà di rendersi conto delle ricchezze della Chiesa francese e di diventare amico e consigliere dell'allora ministro francese delle finanze, Charles Alexandre de Calonne.

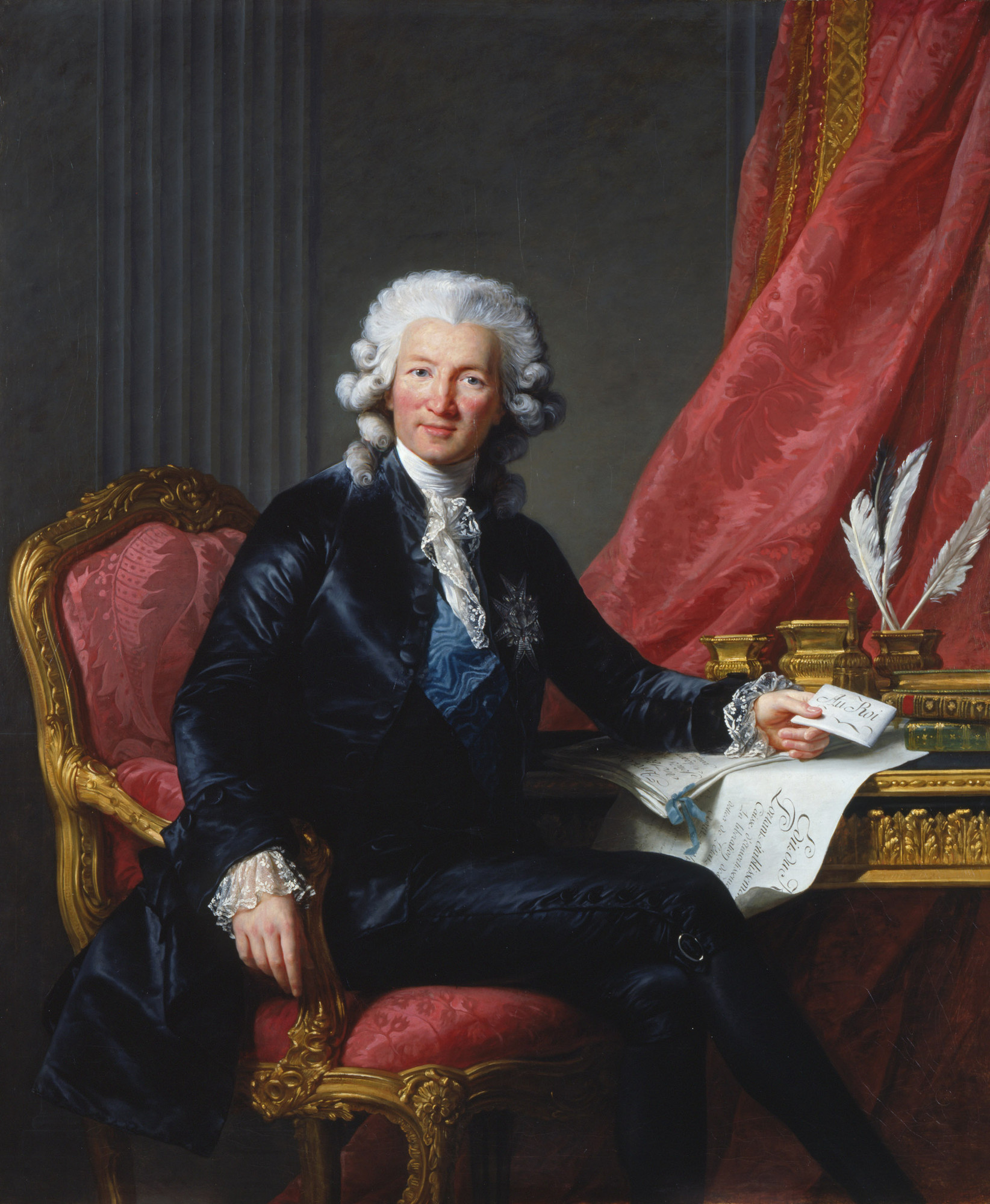
Calonne, abile economista e ministro delle Finanze, fu amico e mentore di Talleyrand agli esordi di quest'ultimo in politica, prima di cadere in disgrazia presso Luigi XVI

Quest'amicizia si rivela però nefasta quando, poco dopo, Calonne deve dimettersi, avendo presentato al re un piano economico (elaborato con un forte contributo di Talleyrand) che questi non condivide: la disgrazia dell'amico si ripercuote anche su di lui, che viene per questo emarginato dai circoli della capitale francese. Grazie a Calonne, Talleyrand scopre però la propria vocazione per la politica e la finanza, nella quale dimostra sin da principio grande abilità: interviene con numerosi scritti in varie questioni, come la crisi della Cassa di sconto del 1783, e collabora con il ministro alla stesura di un trattato commerciale con la Gran Bretagna nel 1786, venendo eletto nello stesso anno segretario dell'Assemblea generale, con i complimenti dei colleghi. La disgrazia dell'amico Calonne, in ogni caso, non gli impedisce di continuare a praticare l'altra sua attività preferita, quella del seduttore: frequenta assiduamente una dama dell'alta società conosciuta in precedenza, Adelaide Filleul, sposata al conte di Flahaut (e secondo voci piuttosto accreditate figlia illegittima del defunto Luigi XV), dalla quale nel 1785 ha un figlio, Charles Joseph de Flahaut, battezzato con il cognome del marito di Adelaide per nascondere la sua reale paternità. Grazie all'aiuto dell'illustre padre, Flahaut avrà una brillante carriera militare (diventerà infatti aiutante di campo e confidente di Napoleone).
Intanto Charles-Maurice cerca gli appoggi della famiglia per ottenere una nomina a vescovo, trovando a sbarrargli la strada il potente vescovo di Autun, Yves-Alexandre de Marbeuf, moralista di antico stampo, inorridito dal comportamento libertino di Charles-Maurice. De Marbeuf tuttavia viene promosso all'arcidiocesi di Lione nel maggio 1788 e Charles-Maurice, ambendo alla cattedra di Autun lasciata vacante, corre dal padre, gravemente ammalato, a chiedergli d'intercedere presso il re perché gli venga assegnata la diocesi, promettendo di correggere i propri costumi. Accorso al letto di morte dell'amico Charles-Daniel, Luigi XVI si lascia estorcere la promessa circa la diocesi di Autun.
Poco dopo la morte di Charles-Daniel, il fratello minore di Charles-Maurice, Archambaud, eredita i titoli e le proprietà di famiglia e Luigi XVI onora la promessa fatta all'amico in punto di morte: Charles-Maurice è il nuovo vescovo di Autun.
Talleyrand, nuovamente, non si trasferisce nella diocesi assegnatagli, e continua la sua vita consueta, il che gli consente di tenere sotto controllo la scena politica in attesa di nuove opportunità: queste si presentano nel 1789, quando, sotto la pressione di una crisi economica sempre più incontrollabile, Luigi XVI è costretto a convocare l'Assemblea degli Stati generali. Talleyrand coglie al volo l'occasione e decide di candidarsi come rappresentante del clero all'Assemblea: la sua campagna elettorale nella diocesi di Autun, impostata su un programma fortemente riformatore in linea con le sue ultime posizioni politiche, è un grande successo. Raccoglie inoltre le lamentele e le rimostranze dei suoi fedeli in un Cahier de doléances persino eversivo per le proposte contenute: vi si chiede quasi l'abolizione della monarchia, la fine di tutti i privilegi feudali ed ecclesiastici, l'uguaglianza di tutti i ceti davanti alla legge e una tassa sulla rendita fondiaria (proposta questa già avanzata dallo stesso Talleyrand e da Calonne nel loro progetto di riforma economica dello Stato).
Talleyrand dunque parte per Versailles, dove partecipa all'apertura ufficiale degli Stati il 5 maggio 1789; qui partecipa a tutti i lavori dell'Assemblea fino a quando, dopo l'atto di forza del re che impedisce ai membri del Terzo Stato di entrare nell'aula, decide di unirsi ai dissidenti che, sotto la guida dell'abate Sieyès e del conte Mirabeau, si costituiscono il 9 luglio in Assemblea nazionale costituente. La Rivoluzione francese è cominciata.

### La Rivoluzione

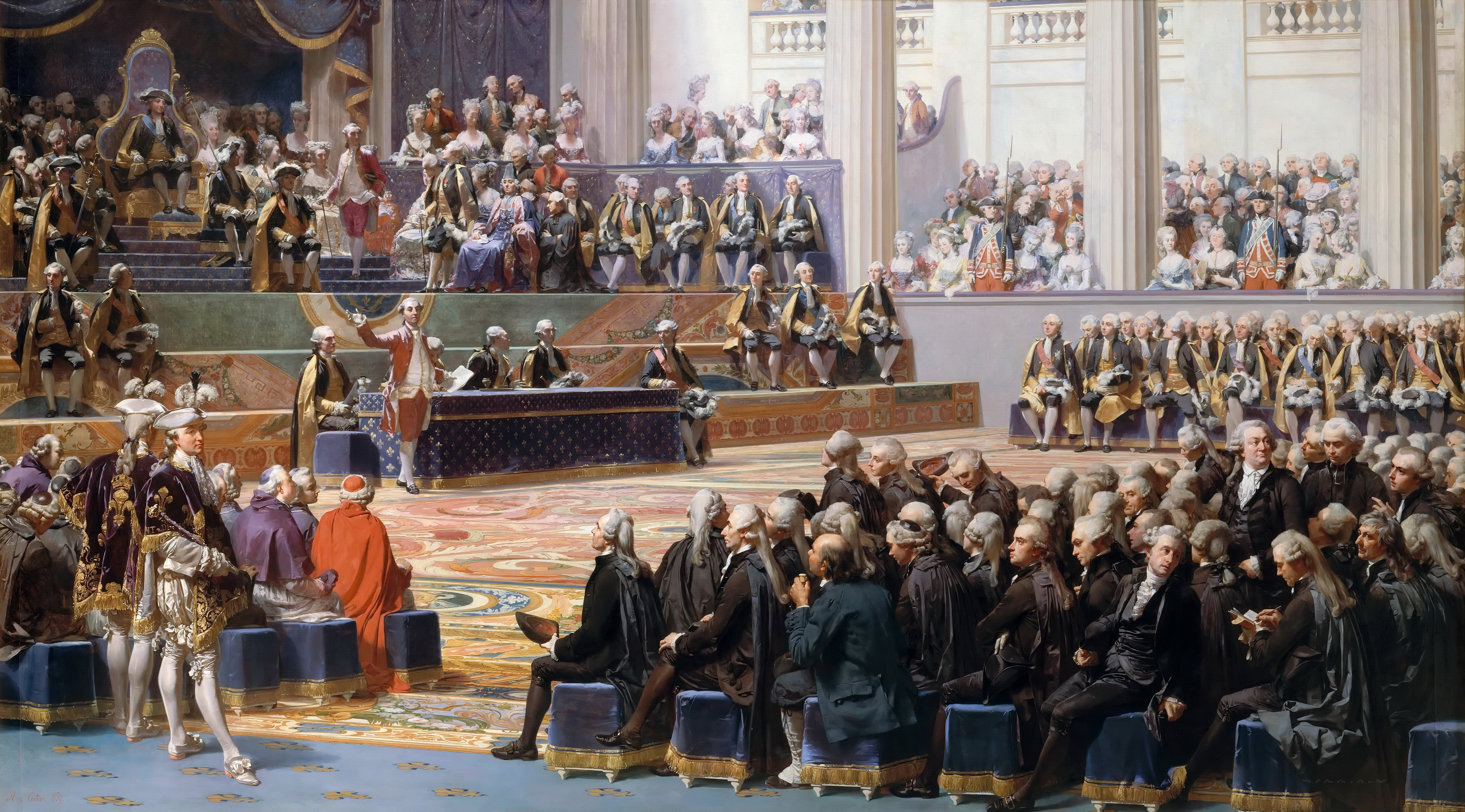
Louis-Charles-Auguste Couder, Apertura degli Stati generali il 5 maggio 1789, cui partecipò anche Talleyrand

Il 14 luglio 1789, Talleyrand, già messosi in luce per la sua brillante retorica e conosciuto per le sue idee innovatrici oltre che per la sua spregiudicatezza, è nominato membro della commissione per la Costituzione dell'Assemblea nazionale costituente, nella quale avrà un ruolo importante. Mantiene comunque un basso profilo, evitando di esporsi troppo in attesa di schierarsi dalla parte del vincitore, continuando però a tenere contatti segreti con il re attraverso il fratello di quest'ultimo, conte di Artois, proponendogli, dopo la presa della Bastiglia, persino un intervento armato a sorpresa contro l'Assemblea; ma il re non accetta il consiglio. Stringe amicizia e comincia a collaborare con Mirabeau, convincente oratore che dà voce alle idee del nuovo vescovo di Autun. Talleyrand suggerisce, tramite l'amico Mirabeau, la confisca dei beni della Chiesa, cui peraltro partecipa attivamente arricchendosi insieme all'amico, il che gli costa l'accusa di tradimento da parte degli ambienti ecclesiastici.
Propone all'Assemblea la fine dell'attribuzione di religione di Stato al cattolicesimo e l'estensione della cittadinanza francese agli ebrei portoghesi e avignonesi. Lavora infine alla Costituzione civile del clero, che prevede fra le altre cose il giuramento di fedeltà allo Stato da parte di vescovi e sacerdoti. La Costituzione civile del clero viene approvata dall'Assemblea il 12 luglio 1790, e Talleyrand presta il proprio giuramento.
Il 13 gennaio 1791 rinuncia alla diocesi di Autun, ma il 24 febbraio consacra i primi due vescovi costituzionalisti, che saranno soprannominati talleyrandistes. Sei mesi dopo la proclamazione, la nuova Costituzione civile del clero viene condannata da papa Pio VI, che a metà dell'anno scomunicherà il vescovo ribelle.

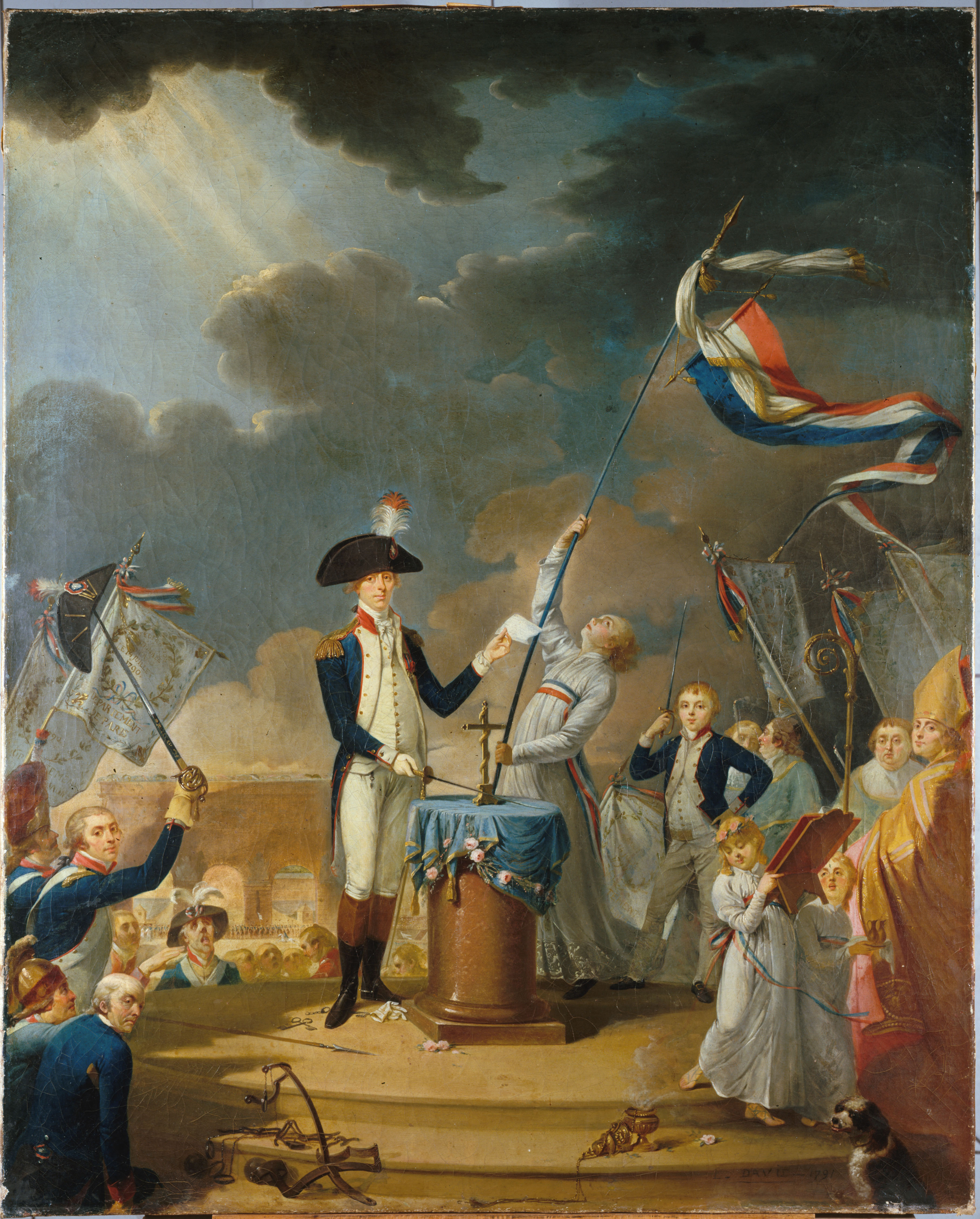
Il giuramento di La Fayette alla Festa del 14 luglio: Talleyrand celebrò la messa al Campo di Marte in occasione dei festeggiamenti

Sempre su suo suggerimento, l'Assemblea dichiara il 14 luglio (data della presa della Bastiglia) festa nazionale francese e al suo primo anniversario è proprio Talleyrand a celebrare la messa al Campo di Marte.

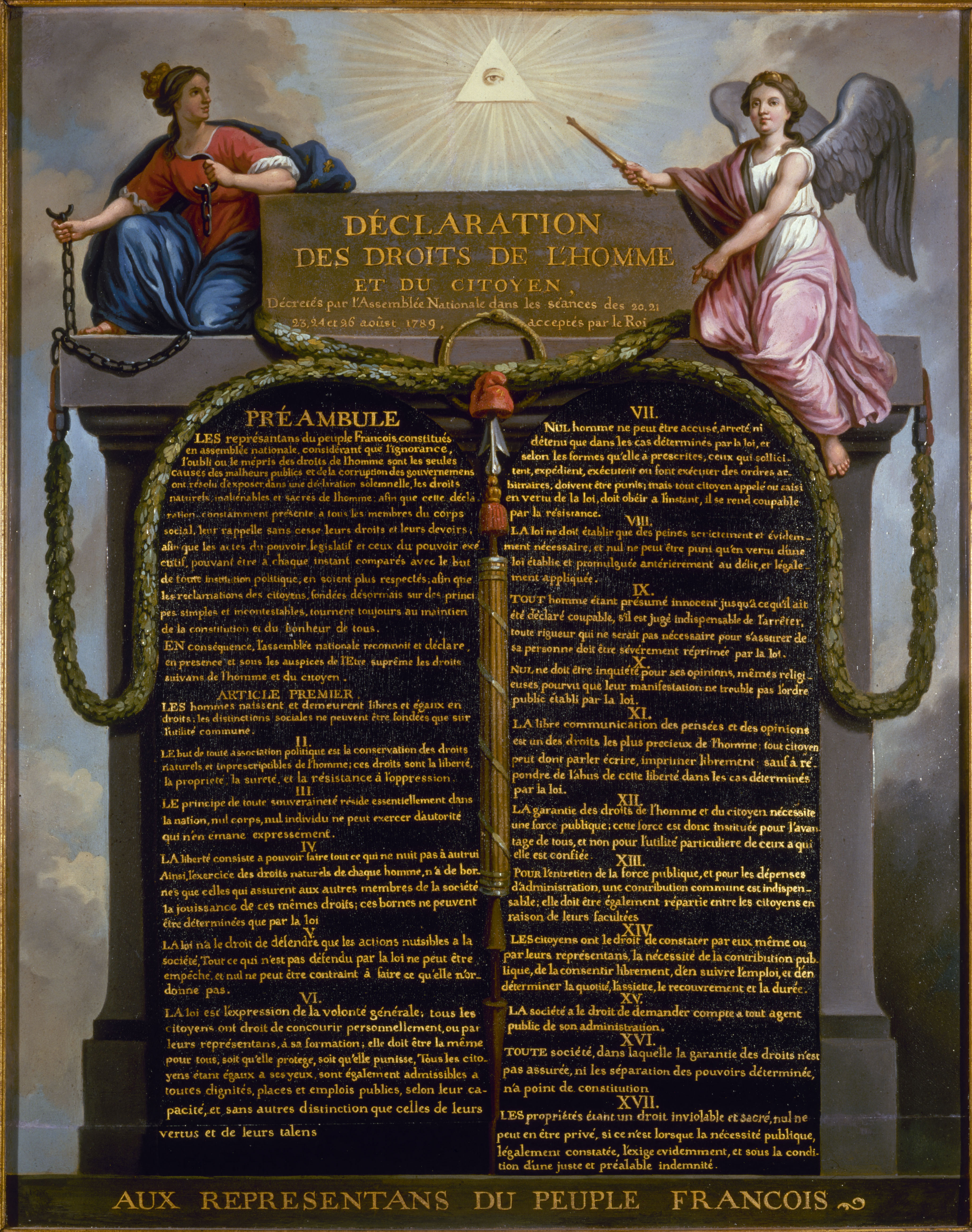
Déclaration des Droits de l'Homme et du Citoyen (Dichiarazione dei diritti del cittadino): Talleyrand fu tra i principali redattori della Dichiarazione e l'autore dell'art. VI

Talleyrand in gran parte elabora e firma la Costituzione francese del 1791, che viene presentata al re e da questi accettata il 14 settembre: egli è in particolare autore dell'art. VI della Dichiarazione dei diritti dell'uomo e del cittadino, norma relativa all'uguaglianza di tutti i cittadini innanzi alla legge e al principio che la legge è espressione della volontà generale. Con un celebre Rapport sur l'instruction publique (che subisce le critiche di Mary Wollstonecraft perché la dissertazione non includeva le donne), letto davanti all'Assemblea, Talleyrand chiude la sua attività alla Costituente.
L'anno seguente (1792), su incarico del ministro degli Esteri Valdec de Lessart, viene inviato dall'Assemblea in missione diplomatica in Inghilterra (la prima di una lunga serie), con il compito di rassicurare i minacciosi vicini sulle buone intenzioni della Francia, contro la quale nel frattempo si stanno coalizzando tutte le monarchie d'Europa; mentre l'Austria del nuovo imperatore Francesco II scioglie ogni riserva e dichiara guerra alla nazione ribelle, Talleyrand fa per la prima volta sfoggio della propria abilità di negoziatore, ottenendo contro ogni aspettativa la neutralità britannica. Il giovane "Abbé Talleyrand", come ancora era noto, pubblicò il risultato della fortunata trattativa in un saggio in cui esprimeva le sue vedute di politica estera, intitolato Mémoire sur les rapports actuels de la France avec les autres États de l'Europe, che rivelò per la prima volta il suo grande acume diplomatico, lanciandolo alla ribalta della politica francese del momento.
Dopo essere ritornato in Francia a luglio, presagendo l'avvicinarsi delle turbolenze del periodo, si schiera apertamente con i radicali che vogliono la testa del sovrano, sperando così di far dimenticare la sua origine aristocratica e la sua carriera ecclesiastica: sente che la sua posizione, nonostante i recenti successi in politica estera, è sempre più precaria a causa del precipitare degli eventi e del sempre maggiore potere che va acquisendo il partito radicale dei Giacobini, capeggiati da un avvocato di Arras, Maximilien de Robespierre, il quale nella sua intransigente e quasi puritana moralità non apprezza la licenziosità del vescovo apostata, e da un ex insegnante oratoriano, Joseph Fouché. In questo periodo quindi riesce a ottenere da Danton di tornare nuovamente in missione a Londra: si tratta di un escamotage molto astuto, che permetterà a Talleyrand di non apparire fra gli émigré, ossia gli esponenti ostili alla Rivoluzione francese scappati dalla Francia. Vengono però per sua sfortuna trovate in un armadio due sue lettere indirizzate a Luigi XVI che attestano i rapporti segreti intercorsi tra l'ex vescovo e l'odiato sovrano: il governo rivoluzionario emette un ordine di cattura nei suoi confronti.
Nel 1794 Talleyrand è espulso dall'Inghilterra, auspice il nuovo capo di governo inglese William Pitt. Nel frattempo, infatti, la Gran Bretagna è entrata in guerra contro la Francia e la presenza sull'isola di Talleyrand non è gradita. Si reca quindi negli Stati Uniti e si stabilisce a Filadelfia, mal visto per la feroce propaganda orchestrata contro di lui da parte dei giacobini che colà rappresentano la Francia, ma ben accolto dai nobili francesi in esilio. Stringe una profonda amicizia con Alexander Hamilton ed esercita la professione di agente immobiliare nelle foreste del Massachusetts, poi quella di mediatore commerciale. Descriverà la sua esperienza americana in due saggi: Essai sur les Avantages à retirer des colonies nouvelles e Mémoire sur les relations commerciales des États-Unis avec l'Angleterre.

### Il Direttorio

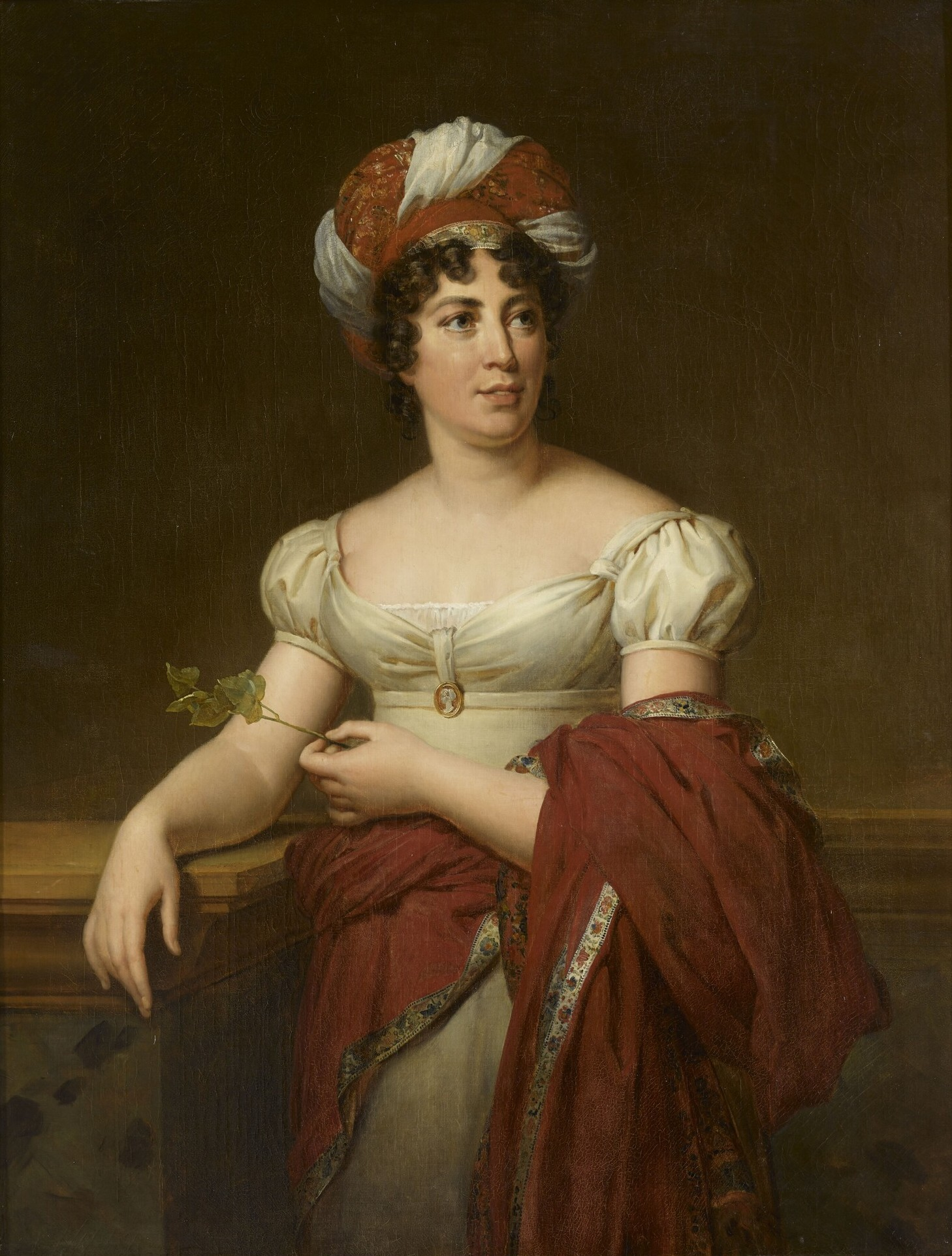
Madame de Staël: fu amica e protettrice di Talleyrand, con il quale condivideva l'orientamento politico liberale

Intanto, dopo la caduta di Robespierre, gli amici di Talleyrand rimasti in Francia si danno da fare per il suo rientro, in particolare la celebre e colta Madame de Staël, figlia del banchiere svizzero e ministro di Luigi XVI Jacques Necker, a suo tempo irretita dal fascino del brillante giovane vescovo di Autun. L'opera di persuasione presso i maggiorenti del Direttorio infine riesce, e Talleyrand può rientrare in Europa  nell'estate del 1796, unendosi ai Termidoriani. Appena rientrato viene nominato ambasciatore presso la Repubblica Batava: si tratta di un incarico di secondo piano, a causa dell'ostilità che alcuni membri del Direttorio, in particolare Reubell, gli manifestano apertamente. Ciononostante Talleyrand sa bene come uscire anche dalle situazioni in apparenza più spinose: già il 18 fruttidoro 1797 un suo piano ben orchestrato sventa un colpo di Stato dei realisti guidato dal generale Jean-Charles Pichegru e sostenuto da due membri del direttorio, Carnot, suo acerrimo nemico, e Barthélemy; Carnot riesce a fuggire, mentre Pichegru e Barthélemy vengono catturati e finiranno alla Caienna. Nel luglio di quell'anno, sempre grazie ai buoni uffici di Madame de Staël, il capo del Direttorio Paul Barras lo nomina finalmente Ministro degli Esteri della Repubblica, incarico che manterrà, salvo una breve interruzione, per i successivi dieci anni anche sotto il Consolato e l'Impero. 

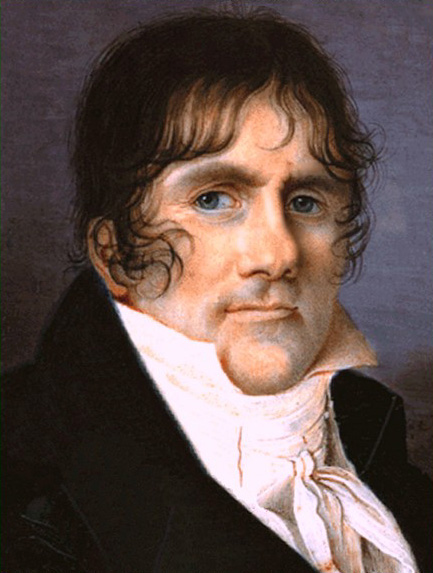
Paul Barras: capo del Direttorio, nominò Talleyrand ministro degli Esteri nel 1797

Curiosamente, il predecessore di Talleyrand in questa carica, Charles Delacroix fu il padre, almeno nominalmente, del celebre pittore romantico Eugène Delacroix: molto probabilmente però il padre naturale del bambino era proprio Talleyrand, divenuto nel frattempo amante di Madame Delacroix; il pittore, a sua volta, crescendo diventerà sempre più somigliante a Talleyrand sia nell'aspetto che nel carattere.
Da questo momento Talleyrand si serve della propria carica anche per arricchirsi personalmente, tramite somme versategli dai negoziatori dei Paesi esteri presso cui si reca in missione: tale abitudine crea un grave incidente diplomatico con gli Stati Uniti, in occasione del famoso affare XYZ. Il presidente John Adams, venuto a sapere delle richieste di denaro esorbitanti avanzate dalla Francia e dallo stesso Talleyrand come contropartita per la conclusione di un trattato commerciale, ordina, su delibera del Congresso, la mobilitazione dell'esercito e avvia la cosiddetta "quasi-guerra", una sorta di guerra fredda commerciale tra i due Paesi, che terminerà solo con la Convenzione del 1800 (o trattato di Mortefontaine), stipulata da Napoleone dopo la presa del potere.
Talleyrand, a questo punto, capisce di aver raggiunto il limite, ma sa immediatamente come rimediare: propone subito agli Stati Uniti di trattare e Adams accetta: la guerra è sventata, anche se la minaccia non è allontanata del tutto. Anche questa volta il "diavolo zoppo", pur essendo implicato nella faccenda, trova dunque il modo di cavarsi d'impiccio: da tempo, inoltre, ha cominciato una proficua corrispondenza con un outsider nel gioco politico del tempo, un giovane generale di nome Bonaparte, che incontra personalmente all'inizio del 1797 allorché questi torna coperto di gloria dalla prima campagna d'Italia. Organizza allora una festa in suo onore presso l'Hotel Galiffet, sede del Ministero degli Esteri, con un fasto mai visto prima. Si rivela qui un ulteriore talento di Talleyrand, che gli fu sempre utile nel corso di tutta la sua carriera: l'estrema abilità e raffinatezza di uomo mondano, vivace e brillante conversatore, gran seduttore, il fascino salottiero costituivano la forza segreta del "camaleonte" che gli permise di guadagnarsi molti amici e altrettanti importanti appoggi.

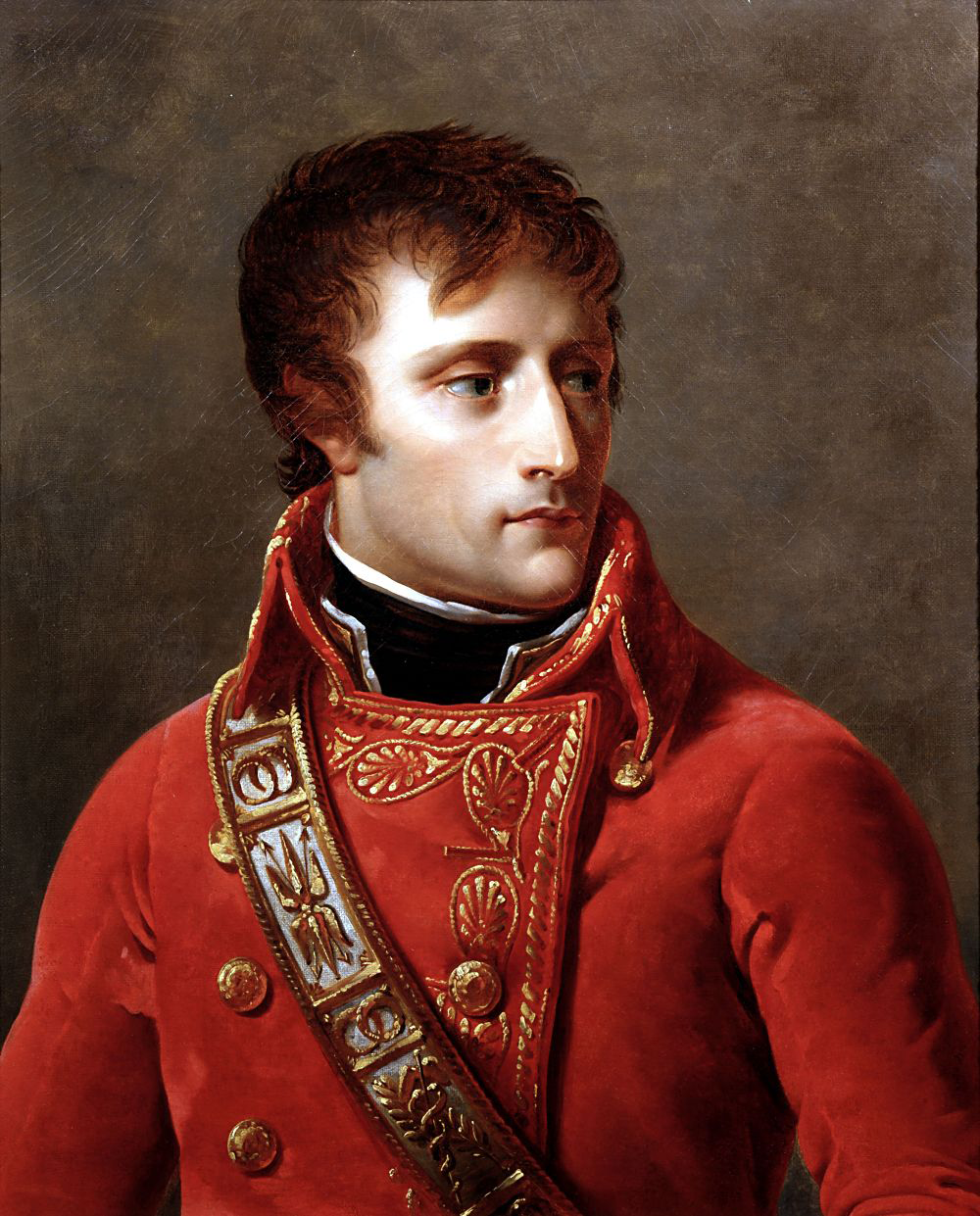
Napoleone Bonaparte primo console, dettaglio di un ritratto di Antoine-Jean Gros. Talleyrand diede un contributo decisivo alla presa del potere di Bonaparte nel colpo di Stato del 18 brumaio

Talleyrand è sicuro che l'alternativa giusta al Direttorio, incapace e corrotto, sia rappresentata proprio dal brillante generale Bonaparte, nel quale riconosce le doti di ambizione e scaltrezza che tanto apprezza in sé stesso e negli altri. In qualità di ministro degli Esteri dà il proprio appoggio alla Campagna d'Egitto, sotto il comando del giovane Bonaparte, ma alla disfatta navale della battaglia del Nilo si trova al centro di pesanti critiche e sospetti di connivenza con l'odiata Inghilterra. Il 20 luglio 1799 lascia l'incarico ministeriale a seguito di uno scandalo orchestrato dai suoi rivali (Barras in testa), dopo che era stato nel mirino di stampa e avversari per i rapporti intrattenuti con una bellissima indiana (nata nelle Indie danesi ma d'origine bretone), Catherine Noël Worlée, che viene arrestata per sospetto spionaggio a favore dell'Inghilterra e per la liberazione della quale Talleyrand si è piuttosto sbilanciato.
Pur fuori da cariche governative, mantiene comunque la sua influenza politica e riesce a far nominare ministro di polizia il sinistro Fouché, poi a far entrare nel direttorio l'abate Sieyès, al momento ambasciatore a Berlino, in previsione di un colpo di Stato nel quale un posto predominante spetta proprio a Napoleone Bonaparte e del quale Talleyrand si fa promotore. Il suo appoggio nelle giornate precedenti il colpo di Stato del 18 brumaio sarà fondamentale, così come il "non-intervento" del Ministro della Polizia Joseph Fouché, appena entrato nel governo.

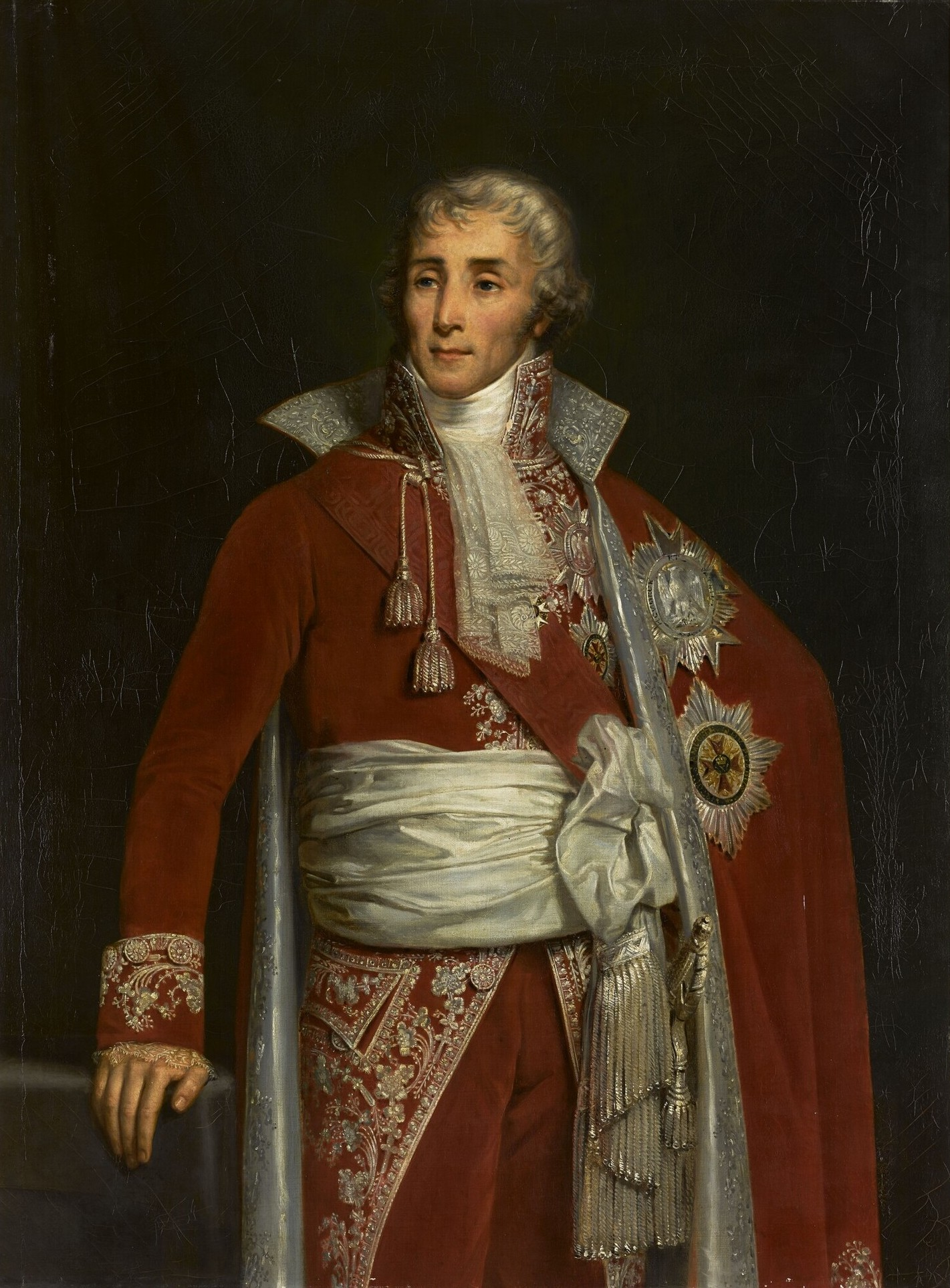
Joseph Fouché: ex-giacobino regicida, personaggio sinistro e crudele, ma abilissimo intrigante, nonostante la reciproca rivalità collaborò più volte con Talleyrand durante il periodo napoleonico

### L'Impero
Dopo il colpo di Stato del 18 brumaio e avere messo insieme tre milioni di franchi destinati a "facilitare" le dimissioni di Barras, Talleyrand ritrova il suo posto di ministro. Napoleone è affascinato dal nome del casato dei Talleyrand e ha molta stima delle qualità diplomatiche del suo nuovo ministro, anche se ne detesta la licenziosità di costumi: gli impone infatti di lasciare la bella indiana, Madame Grand, o di sposarla, cosa che Talleyrand farà prontamente nel 1801. Il matrimonio di Talleyrand viene celebrato solo con rito civile, in quanto il papa Pio VII concede sì all'ex vescovo la riduzione allo stato laicale, ma non il permesso di contrarre matrimonio. Napoleone accetta quindi di averlo non solo come ministro, ma anche come consigliere.
Nella sua posizione di ministro degli affari esteri Talleyrand comincia a tessere relazioni che gli verranno molto utili in seguito. Partecipa attivamente alla formulazione dei trattati internazionali che seguono i numerosi conflitti scatenati da Napoleone, ma non è un compito facile: Bonaparte non lascia infatti molto spazio ad altri nella gestione degli affari esteri. I trattati di Mortefontaine (che chiuse il contenzioso con gli Stati Uniti) e di Lunéville sono conclusi praticamente senza l'intervento di Talleyrand, ma da Napoleone e da suo fratello Giuseppe, senza però che il ministro si faccia problemi: sa tenersi da parte quando è il caso e comunque approva la pace generale: sa che la Francia ne ha bisogno e ne ha bisogno soprattutto l'economia, nella quale lui stesso ha personali interessi (non ha perso infatti la sua passione per gli affari, che conduce con grande abilità e che lo arricchiscono notevolmente). Inoltre si tratta di negoziati senza grande importanza, che non lo interessano e che lascia volentieri alla volontà accentratrice del Primo Console, anche se svolge un ruolo importante quando viene inviato in missione a Milano, dove con la sua consumata abilità convince gli italiani a eleggere Bonaparte presidente della Repubblica Cisalpina. Napoleone dunque sa di aver bisogno del principe di Périgord, per la sua maestria diplomatica e soprattutto nel momento in cui decide un riavvicinamento alla nobiltà francese in vista della sua nomina a imperatore. Il trattato di Amiens (del 25 marzo 1802, ben più consistente dei precedenti sul piano internazionale), che sanciva la pace con l'Inghilterra e fu il più importante successo di politica estera del Consolato, viene invece concluso con il fondamentale contributo di Talleyrand, forte anche dei suoi buoni rapporti con la diplomazia d'Oltremanica. L'annessione del Piemonte alla Francia (11 settembre 1802) è invece un'operazione cui Talleyrand si dimostra subito ostile, in quanto propendeva per la restituzione dei territori conquistati nelle campagne di guerra in Europa, secondo il principio ispiratore (promosso anche dallo stesso Talleyrand) del Congresso di Vienna del 1814.
Sempre su pressione del Bonaparte, e con il suo aiuto finanziario, Talleyrand acquista nel 1801 il castello di Valençay: si tratta, con i suoi 120 km², di una delle più grandi dimore private dell'epoca. Talleyrand vi soggiorna regolarmente, specie dopo i periodi di cure termali a Bourbon-l'Archambault. Nel castello saranno ospitati gli Infanti di Spagna, prigionieri di Napoleone.

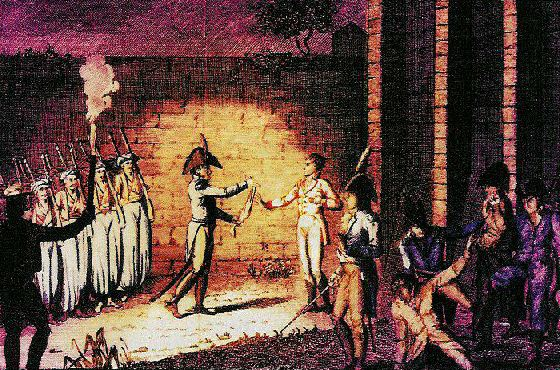
L'esecuzione del duca d'Enghien

Nel marzo 1804 avviene un fatto clamoroso, la cui responsabilità viene attribuita da molti al Talleyrand, se non altro come colui che lo ideò e lo consigliò a Napoleone: il rapimento e l'esecuzione del duca d'Enghien (21 marzo 1804). Pare che dopo l'indignazione sollevata in Europa dall'evento (il duca di Enghien fu prelevato da un reparto di cavalleggeri della Guardia imperiale comandati dal generale Ordener nel paese di Ettenheim, nell'Elettorato di Baden, in aperta violazione della sovranità di uno Stato) che Talleyrand abbia pronunciato la famosa frase (in realtà attribuita a Fouché): «È stato peggio di un crimine, è stato un errore». Nelle sue memorie Napoleone comunque attribuirà solo a sé stesso la responsabilità dell'«errore».

Il celebre dipinto di David raffigurante l'incoronazione di Napoleone I a imperatore dei francesi: Talleyrand è l'ultimo personaggio in primo piano a destra, con il mantello rosso

Ormai divenuto gran ciambellano, Talleyrand riceve a Fontainebleau papa Pio VII, giunto a Parigi per incoronare Napoleone imperatore dei francesi, e assiste il 2 dicembre 1804 alla consacrazione, da lui stesso promossa come garanzia della stabilità del nuovo regime. Assisterà poco dopo anche all'incoronazione del Bonaparte a re d'Italia in Milano (18 maggio 1805), pur essendo contrario. Nel frattempo la politica di pacificazione europea è naufragata: disattendendo i consigli del suo ministro, infatti, il neo-imperatore ha chiaramente manifestato una volontà di egemonia europea che gli ha nuovamente messo contro le altre potenze del continente, Gran Bretagna in testa, le quali si uniscono nella Terza coalizione rompendo tutti i precedenti trattati di pace. Dopo la vittoria di Ulm, Talleyrand invia da Strasburgo un dispaccio all'imperatore in cui gli suggerisce di fa leva sul successo appena conseguito per spingere l'Austria a costituire una Lega delle potenze europee (Austria, Francia, Russia, Regno Unito e Prussia), allo scopo di garantire la pace del continente. Non verrà ascoltato.

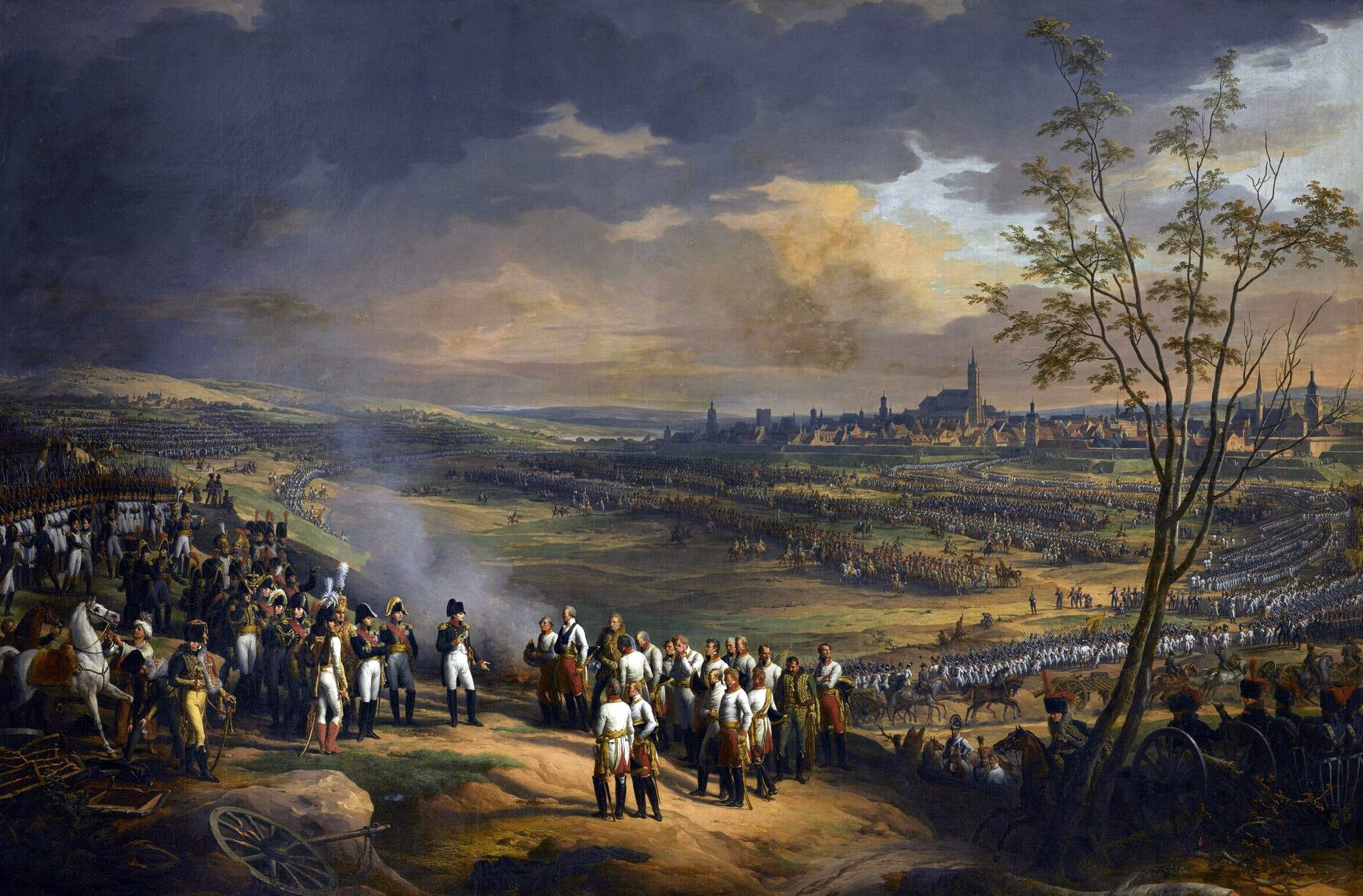
La Resa della città di Ulma di Charles Thévenin.

Nel 1805 è comunque Talleyrand a firmare con molte riserve, dopo la brillante campagna d'Austria e la sfolgorante vittoria di Austerlitz (e dopo la disfatta navale di Trafalgar), il trattato di Presburgo, che pone fine alla guerra in maniera ancora favorevole alla Francia. In ogni caso il ministro non segue alla lettera le indicazioni di Napoleone e apporta alcune modifiche meno punitive al trattato, in particolare accordando una riduzione del 10% sulle riparazioni di guerra imposte dal vincitore: per questo Bonaparte lo accusa, infondatamente, di essere stato corrotto dagli Austriaci. In realtà egli ha cercato di mitigare, dove poteva, le clausole della pace, poiché riteneva che l'Austria fosse un elemento fondamentale dell'equilibrio e della stessa civiltà europea e dunque la Francia dovesse ricercarne la collaborazione e non la distruzione. Talleyrand intuisce a questo punto che la via imboccata da Napoleone è senza uscita e rovinosa. Il genio militare di Bonaparte non sarà infatti sufficiente in eterno per tenere a bada le potenze europee coalizzate e il ministro comincia a perorare sempre di più presso l'imperatore la causa della pace e della moderazione, sostenendo una politica di equilibrio tra potenze in Europa, cosicché le nazioni più forti non prevarichino le più deboli, e collaborino tra loro in un assetto nel quale i governi siano legittimamente costituiti e riconosciuti dalle diplomazie e dai popoli (gli stessi concetti che riproporrà, questa volta con successo, al Congresso di Vienna). È fin troppo evidente la critica allo strapotere francese e ai mercanteggiamenti di troni sui quali Napoleone pone invariabilmente suoi parenti senza alcuna legittimazione storica: la costruzione è interamente legata alla persona dell'Imperatore e per questo troppo fragile. Napoleonee, però non se ne dà per inteso e comincia a sospettare del suo ministro, pur continuando a servirsi di lui. Il 12 luglio 1806 firma il trattato che dà vita alla Confederazione del Reno che Talleyrand ritiene solo uno strumento di dominio personale di Napoleone e non una garanzia della pace. Costretto a seguire l'imperatore da una capitale all'altra durante le continue campagne militari, il principe di Périgord, che alla vita movimentata preferisce di gran lunga i comodi conversari dei salotti parigini, si disamora sempre più del Bonaparte, per il quale anni prima aveva avuto una quasi venerazione. È in questo periodo che Talleyrand comincia a tessere una diplomazia parallela e segreta con lo zar di Russia Alessandro I e con l'Austria, allo scopo di accreditarsi come alternativa a Napoleone e assicurare a sé stesso e alla Francia un futuro.

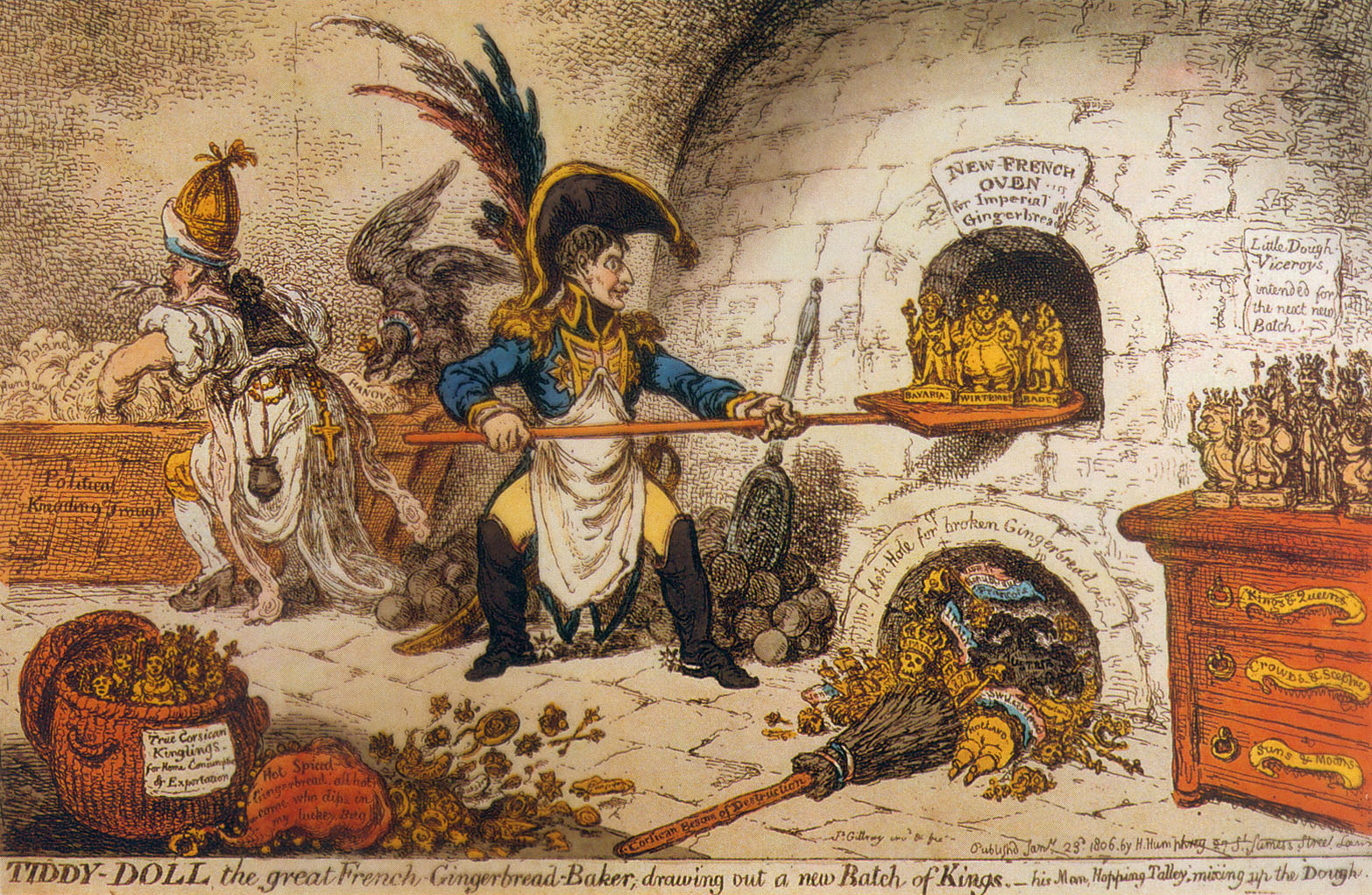
Tiddy-Doll, il grande panettiere francese tira fuori un'altra infornata di re, mentre il suo aiutante Talley, cioè Talleyrand, fa l'impasto (caricatura inglese, opera di James Gillray, 1806). In realtà Talleyrand era contrario a questa politica, ma vi si adattava per non insospettire l'Imperatore

Nel 1806 Talleyrand è nominato principe regnante di Benevento, piccolo Stato fondato nella città sottratta allo Stato Pontificio, come riconoscimento per i suoi servigi. Non si recherà mai in visita nel suo piccolo regno, delegando un ottimo governatore, l'alsaziano Louis de Beer, per il disbrigo delle incombenze di capo di Stato.

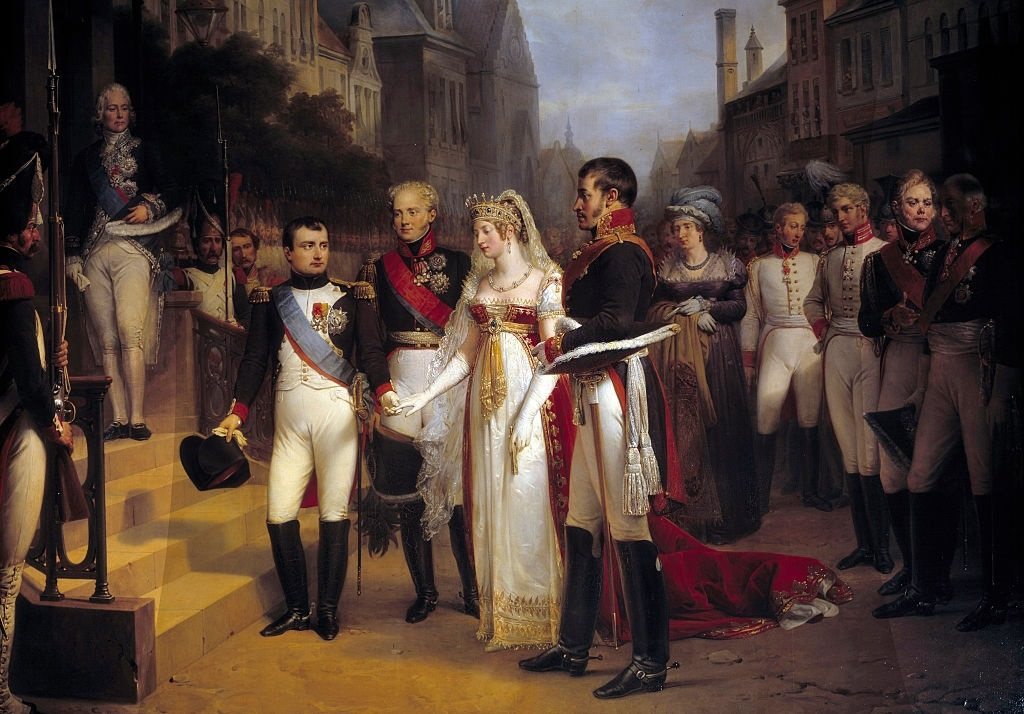
Nicolas Gosse, Il trattato di Tilsit : fu un evento chiave dell'epopea napoleonica, cui Talleyrand partecipò in qualità di ministro degli Esteri (è riconoscibile in cima alla scala, sulla sinistra)

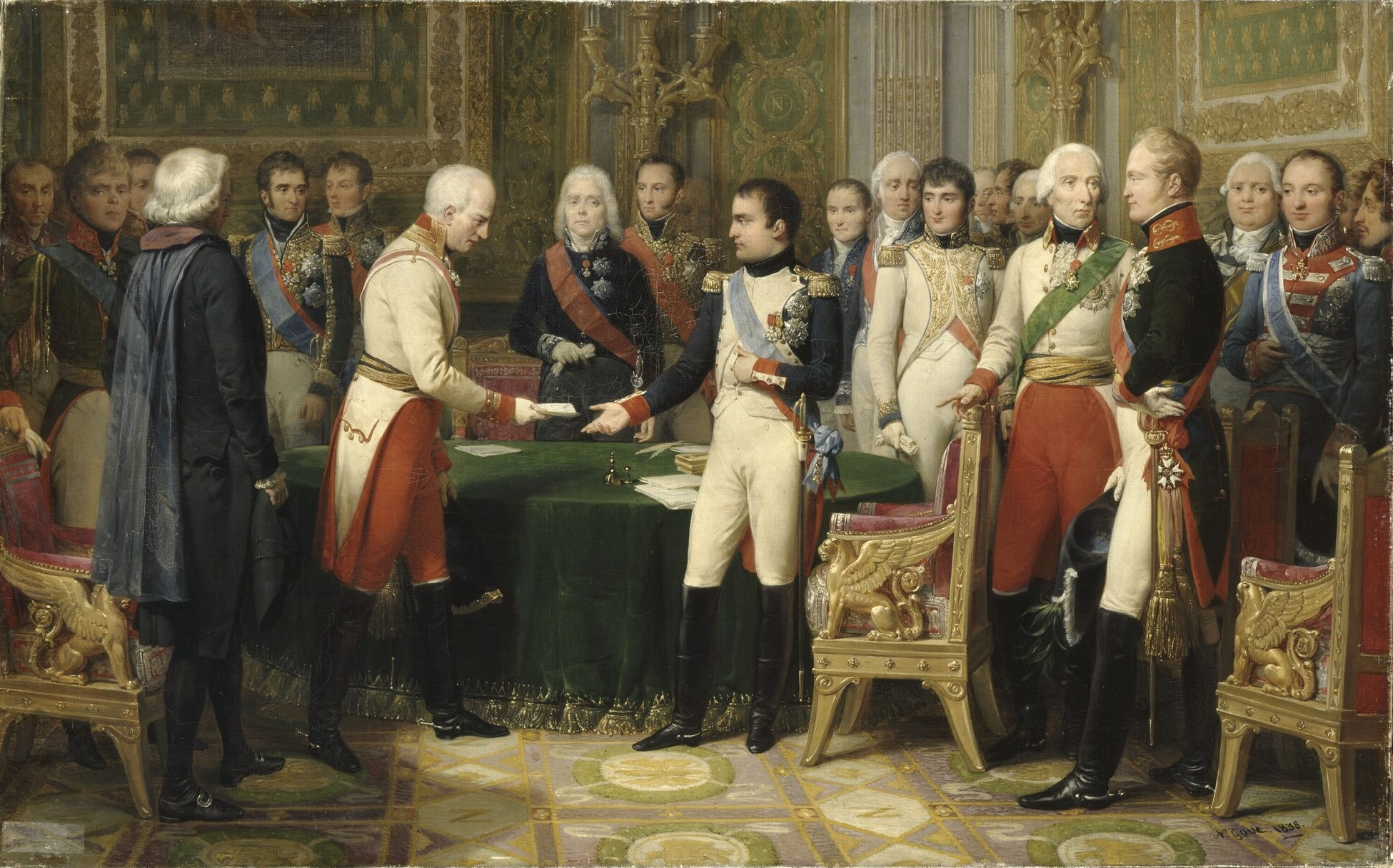
Nicolas Gosse, Napoleone riceve a Erfurt l'ambasciatore d'Austria: Talleyrand è riconoscibile tra i due, mentre osserva il colloquio

Nel luglio del 1807 Napoleone e Alessandro I di Russia, auspice Talleyrand, si abbracciano e stipulano la pace di Tilsit: il ministro non è soddisfatto appieno dell'accordo, che Napoleone come al solito ha imposto, soprattutto per il trattamento punitivo e umiliante riservato alla Prussia: ancora una volta il principe prevede che tale umiliazione non farà che rinfocolare il nazionalismo militarista prussiano e con esso tutto il nazionalismo tedesco.
Nello stesso anno viene stipulato il Trattato di Fontainebleau tra Francia e Spagna, che prevede la possibilità per le truppe francesi di attraversare il territorio spagnolo e portarsi in Portogallo per sottometterlo (non aveva applicato il blocco continentale) e cacciare gli inglesi di Wellington che vi erano sbarcati. Talleyrand fa ancora una volta mostra di approvare il progetto, ma intanto continua a mantenere la sua corrispondenza con lo zar, suo amico, tramite il diplomatico tedesco duca di Dalberg, informandolo dei movimenti di Napoleone. Nello stesso anno, infine, intuita con largo anticipo l'ormai prossima fine del potere napoleonico, Talleyrand si dimette dalla carica di ministro: riesce comunque a piazzare al proprio posto un fedelissimo, Jean-Baptiste Nompère de Champagny.

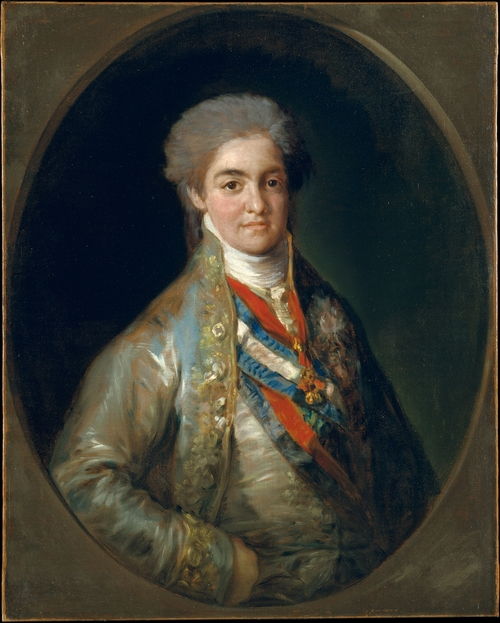
Il Principe delle Asturie, futuro re Ferdinando VII di Spagna, fu prigioniero eccellente di Talleyrand a Valençay

Nel frattempo la Spagna versa in una grave crisi di potere, determinata da una feroce contrapposizione tra i membri della famiglia reale che fanno capo al Primo Ministro Manuel Godoy e alla sua amante, la regina Maria Luisa, e quelli fedeli al re Carlo IV. Napoleone, sentito il parere di Talleyrand (che non si nega, nonostante le dimissioni, alle richieste di consigli di Bonaparte), decide di offrire la sua mediazione al conflitto. Tale "mediazione", si trasforma però ben presto in un'invasione, che sarà l'inizio della fine per Napoleone. Pur disapprovando, Talleyrand continua a mantenere rapporti formalmente cortesi con Bonaparte e accetta di ospitare il Principe delle Asturie Ferdinando e suo fratello Don Carlos nel suo castello di Valençay, durante l'esilio in Francia.

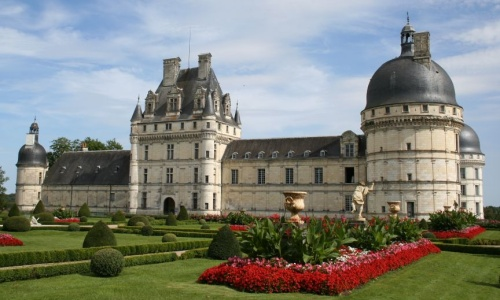
Il castello di Valençay, proprietà di Talleyrand, ospitò i principi spagnoli nel loro esilio

Si situa poi nel 1809 la prima grande rottura fra Napoleone e Talleyrand: in quell'anno l'imperatore è impegnato in Spagna a reprimere l'insurrezione indipendentista che da due anni infiamma il Paese. Talleyrand capisce subito che questo è un momento di debolezza dell'imperatore e informa l'Austria di Klemens von Metternich, con il quale pure è in contatto, di attaccare subito se vuole sconfiggere Bonaparte una volta per tutte; il carteggio però viene scoperto, probabilmente dalle spie di Fouché, e Napoleone ne è informato.
Furibondo per il tradimento si precipita a Parigi, dove convoca immediatamente l'ex-ministro, facendogli una terribile sfuriata, conclusa con il celebre epiteto: «Merda in una calza di seta!». Talleyrand non si scompone e mormora ai suoi vicini, con grande aplomb: «Che grand'uomo, peccato che sia così maleducato!». Piombato poi sugli austriaci, Napoleone li sconfigge nella sua ultima grande vittoria, a Wagram, nel luglio del 1809. In quello stesso anno Talleyrand perde anche la madre, Alexandrine de Damas.

### La fine dell'Impero

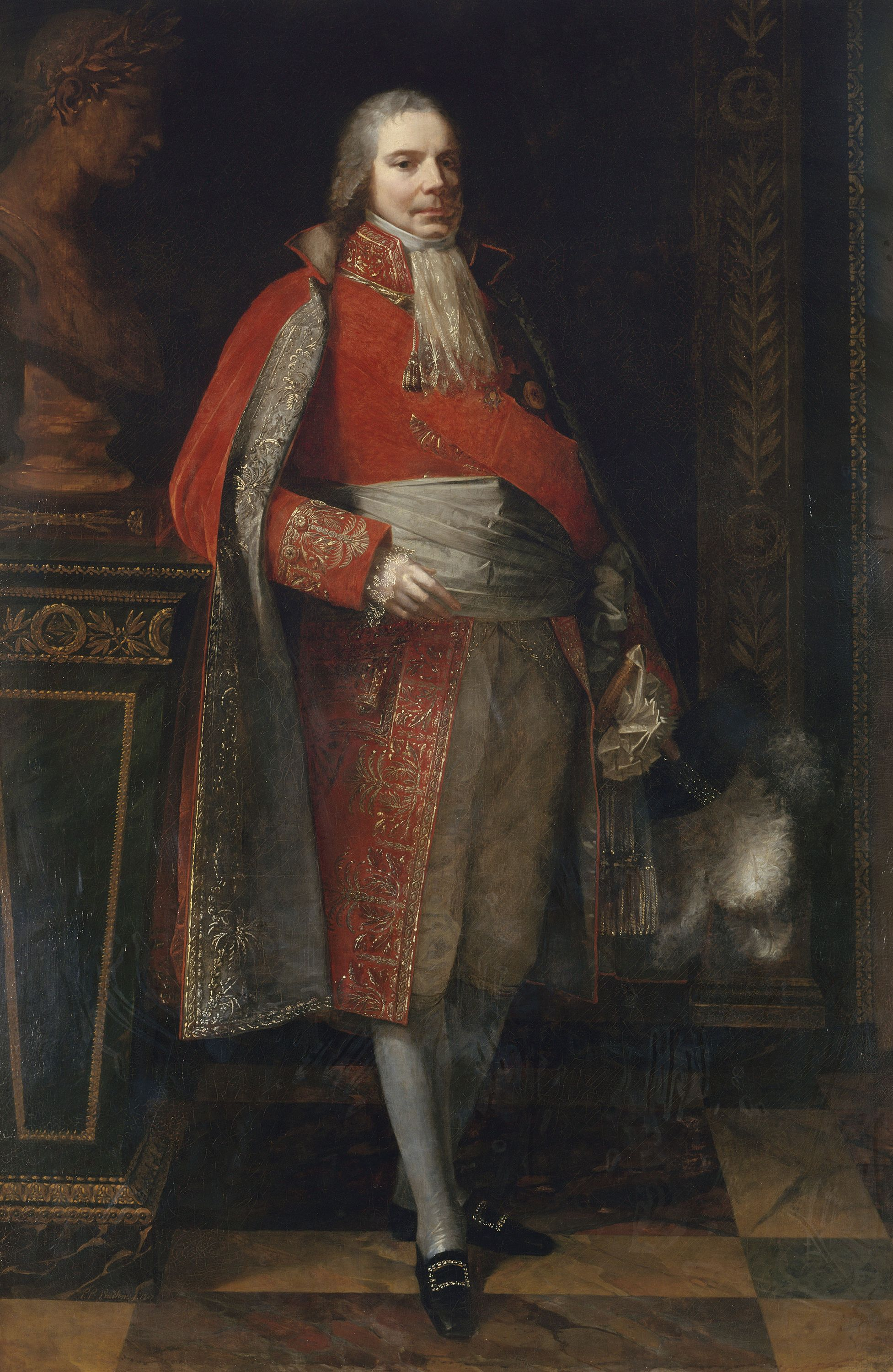
Talleyrand in uniforme di Gran Ciambellano di Francia, di Pierre Paul Prud'hon; la carica gli venne assegnata da Napoleone, ma Talleyrand la mantenne anche sotto la Seconda Restaurazione

Da questo momento i rapporti fra l'imperatore e il principe di Périgord diventano sempre più tesi e Napoleone non si lascia sfuggire occasione per rendere difficile la vita al suo ex ministro, come quando impone con la forza l'allontanamento da Parigi della moglie di Talleyrand, Catherine Noele Grand, a causa della sua condotta licenziosa (è pubblicamente l'amante del duca di San Carlos). Nello stesso tempo, però, l'imperatore avverte la mancanza di un consigliere e ministro della capacità e acume di un Talleyrand, soprattutto se paragonato alla mediocrità di coloro che al momento lo circondano, tanto da proporgli un paio di volte di riprendere il suo incarico ministeriale, ma l'ex vescovo si nega e prende sempre di più e pubblicamente, nel modo vellutato e salottiero che gli è tipico, le distanze da quell'uomo che, secondo lui, cadrà in molto presto. Nonostante questo, Talleyrand continua a mantenere la sua collaborazione con Bonaparte: sarà lui infatti a organizzare insieme a Fouché e con l'aiuto del ministro austriaco Klemens von Metternich, il matrimonio con l'arciduchessa Maria Luisa d'Asburgo-Lorena anziché con la granduchessa di Russia Anna Romanov, come in un primo tempo pensava Napoleone.

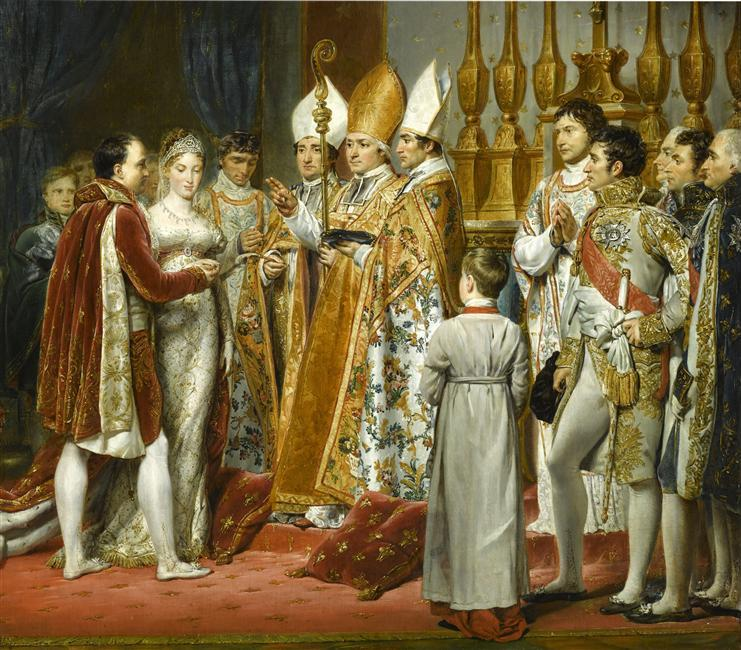
Le nozze di Napoleone e Maria Luisa al Louvre. Talleyrand negoziò le nozze con Metternich su richiesta dell'imperatore

Non ascolta invece il consiglio di trattare che Talleyrand gli dà dopo la sconfitta della Beresina e ciò si rivelerà un errore. Poi arriva la disfatta di Lipsia (16-18 ottobre 1813) e il successivo breve e precario armistizio.
Nel novembre del medesimo anno Napoleone gli offre ancora una volta il ministero degli affari esteri, ma il lungimirante principe di Périgord declina ancora l'offerta. Non può rifiutarsi però di accettare di divenire membro del Consiglio di reggenza, presieduto dal fratello dell'imperatore Giuseppe Bonaparte, che deve sostituire lo stesso Napoleone durante la sua assenza dovuta alla necessità di respingere l'invasione della Francia da parte delle truppe della Sesta coalizione.
All'inizio del 1814 gli eventi precipitano: le truppe del maresciallo Blücher attraversano il Reno in tre punti; i Paesi Bassi e il Belgio si ribellano, appoggiate dalle truppe di von Bülow e dell'inglese Graham; il cognato Gioacchino Murat, auspice la moglie, e sorella dell'imperatore, Carolina, gli nega il contingente promesso; da sud, sotto i Pirenei, avanzano gli uomini di Wellington. Le truppe della Sesta coalizione sono ormai sul territorio francese e l'imperatore lascia Parigi per combatterle, affidando al fratello Giuseppe la reggenza dell'Impero, con delega piena a trattare. Talleyrand si adopera per informare lo zar Alessandro I e Metternich sul modo migliore di prendere Parigi senza eccessivo spargimento di sangue (e per preparare il ritorno dei Borbone nella persona del fratello del re ghigliottinato, Luigi, conte di Provenza).
Per tutto febbraio e marzo Napoleone combatte contro il soverchiante nemico: il 10 febbraio sconfigge Blücher a Champaubert, l'11 Sacken a Montmirail e a Vauchamps, il 17 mette in rotta, dopo un'aspra battaglia, il principe Eugenio di Württemberg a Montereau, il 7 marzo sconfigge di nuovo Blücher a Craonne, il 14, cogliendo di sorpresa i russi di Guillaume Emmanuel Guignard de Saint-Priest e costringendoli alla fuga, riconquista Reims. Il 31 marzo lo zar Alessandro I, primo degli alleati, entra alla testa delle sue truppe in Parigi, ove trova ospitalità proprio nella casa di Talleyrand in Rue Saint-Florentin.

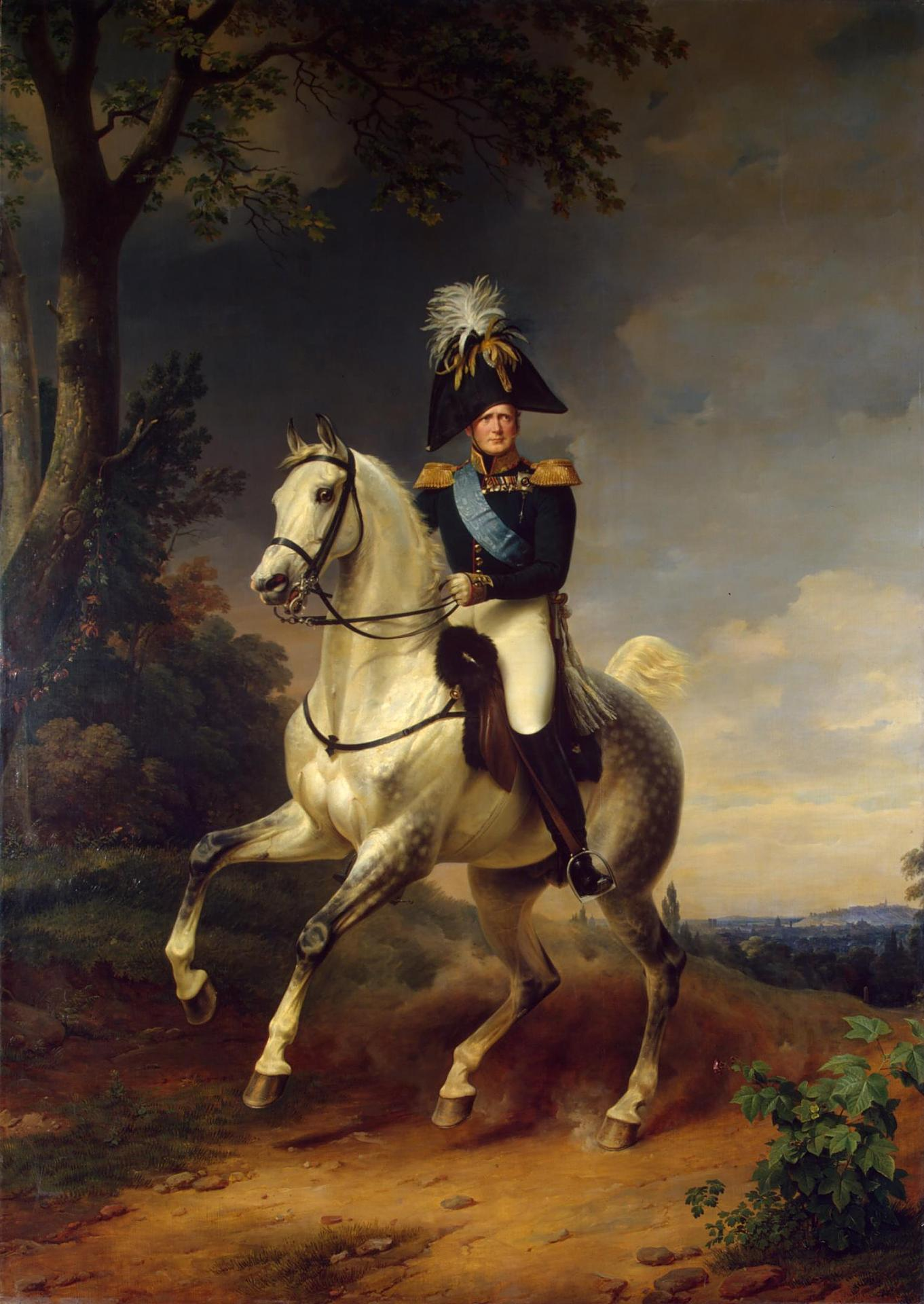
Franz Krüger, ritratto equestre di Alessandro I, (1812). Alessandro e Talleyrand si conobbero a Tilsit e strinsero un profondo rapporto di amicizia

L'indomani viene affisso sui muri di Parigi il famoso proclama di Parigi a firma dello zar, ispirato dal principe di Périgord. Il 6 aprile 1814 Napoleone firma a Fontainebleau l'atto d'incondizionata abdicazione. L'Impero è finito.

### La Restaurazione monarchica e il Congresso di Vienna
L'indomani dell'ingresso in Parigi di Alessandro I, Talleyrand è eletto dal Senato presidente del Consiglio provvisorio, costituito da cinque membri. Nei giorni che seguono, il Senato dichiara decaduto l'imperatore. Il 5 aprile Talleyrand presenta al Senato il progetto di Costituzione che viene approvato all'unanimità con qualche modesta variazione. Il capo del governo provvisorio riesce a convincere il Senato ad accettare Carlo di Borbone, conte d'Artois, fratello di Luigi XVIII (e in seguito re, alla morte di questi, con il nome di Carlo X), quale luogotenente generale sovrano. In tale veste sostituisce il governo Talleyrand (grazie al quale il Senato ha conferito il potere a Carlo di Borbone di formare e presiedere un nuovo governo) e dà corso alle trattative di pace con gli alleati, che cominciano già lo sgombero delle loro truppe dal territorio francese. A fine mese s'installa sul trono Luigi XVIII, che nomina Talleyrand ministro degli affari esteri (13 maggio 1814), non senza nascondere una certa diffidenza per l'ex vescovo, del quale comunque ha un gran bisogno, vista l'assoluta mancanza di personaggi dotati di una discreta caratura fra i politici del momento, affidandogli l'incarico specifico di negoziare con le potenze vincitrici le condizioni per la pace. Alla fine del mese si giunge a un primo trattato di pace, il trattato di Parigi, che pone anche le premesse del Congresso di Vienna.
Con questo trattato la Francia restituirà immediatamente i territori conquistati e annessi senza un accordo dopo il 1792: un apposito Congresso stabilirà la parte residua. Tutto ciò è un grande successo di Talleyrand, che riesce a mantenere intatto il territorio francese (30 maggio 1814).

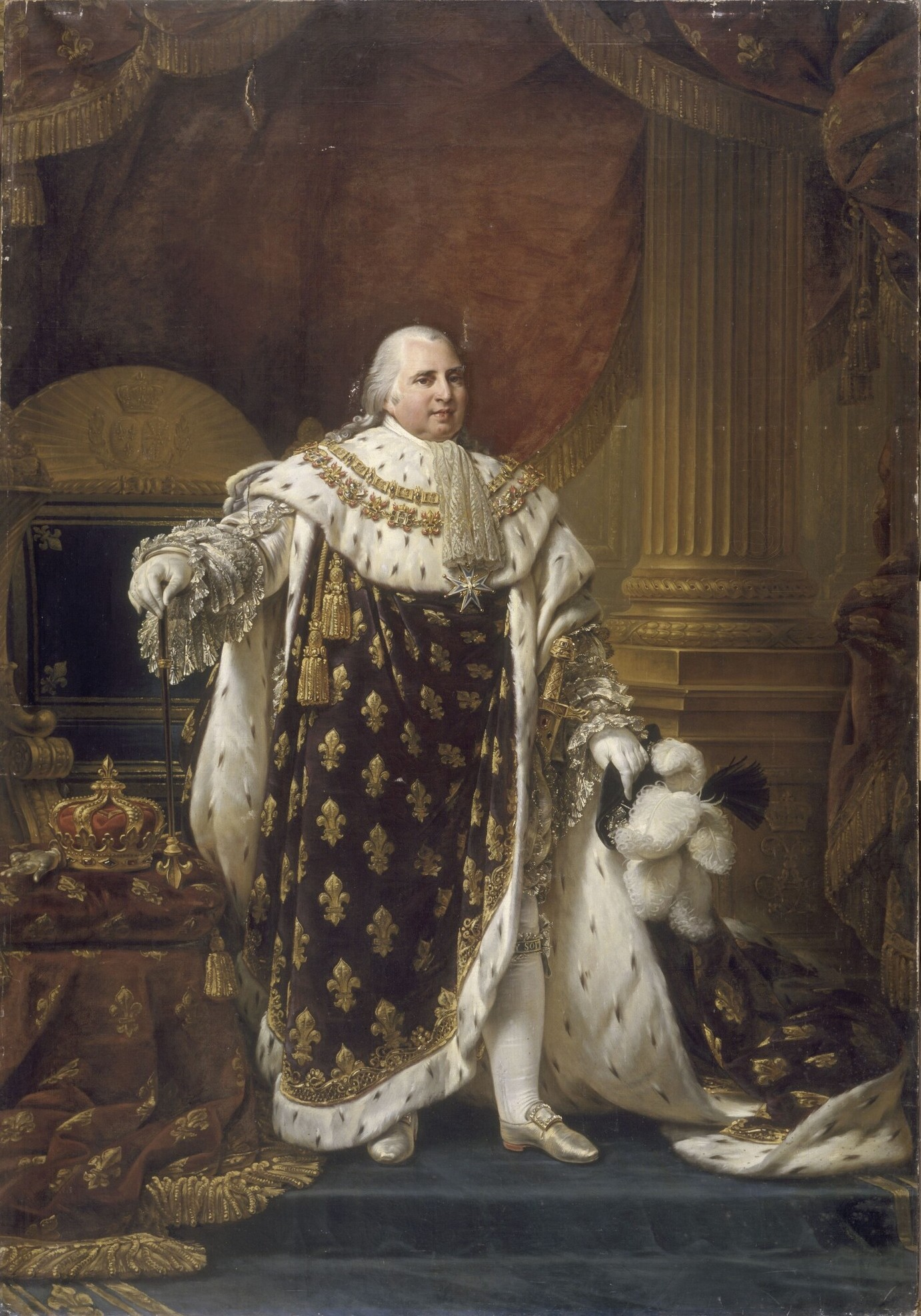
Luigi XVIII, re di Francia e fratello di Luigi XVI, gestì con Talleyrand la transizione dall'impero alla monarchia

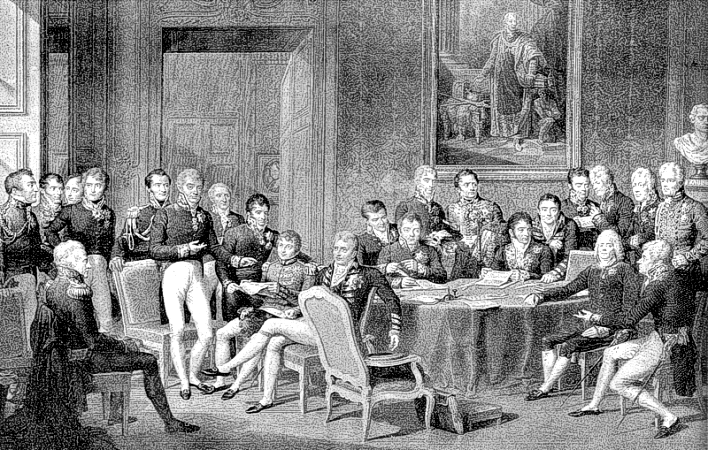
Il Congresso di Vienna in un celebre dipinto: da sinistra Hardenberg, Metternich e Talleyrand con indosso la parrucca

Il 16 settembre 1814 prende avvio il congresso di Vienna e Luigi XVIII pone a capo della delegazione francese il principe di Périgord: sarà proprio lui a firmarne l'atto finale il 9 giugno 1815. Il principio che Talleyrand riesce a far accettare è quello della legittimità della sovranità: ogni nazione deve essere legittimamente costituita in Stato, sia esso monarchico o repubblicano, per naturale evoluzione, per tradizione storica, e non per imposizione esterna. Tutto ciò che è stato frutto di atti di forza, e cioè le conquiste e la costituzione artificiosa di Stati da parte di Napoleone a seguito delle sue campagne militari, deve ritornare come prima, con la sola eccezione dei casi in cui questo «ritorno» risultasse più dannoso per i popoli interessati di quanto lo sia la situazione presente. Talleyrand riesce così, giocando anche sulle divisioni della altre grandi potenze europee, non soltanto a limitare le sanzioni a danno della Francia, ma a influenzare pure le decisioni che riguardavano l'equilibrio dell'Europa in generale. Il ringraziamento per tutto ciò sarà l'obbligo delle dimissioni da primo ministro (poiché tale diventerà dopo il ritorno del re dalla poco dignitosa fuga al termine dei Cento giorni di Napoleone) che Luigi XVIII, spinto da aristocratici ultraconservatori memori del suo passato di rivoluzionario, costringe Talleyrand a rassegnare, con il contentino della conferma nella carica di Gran ciambellano di Francia, il 24 settembre 1815.

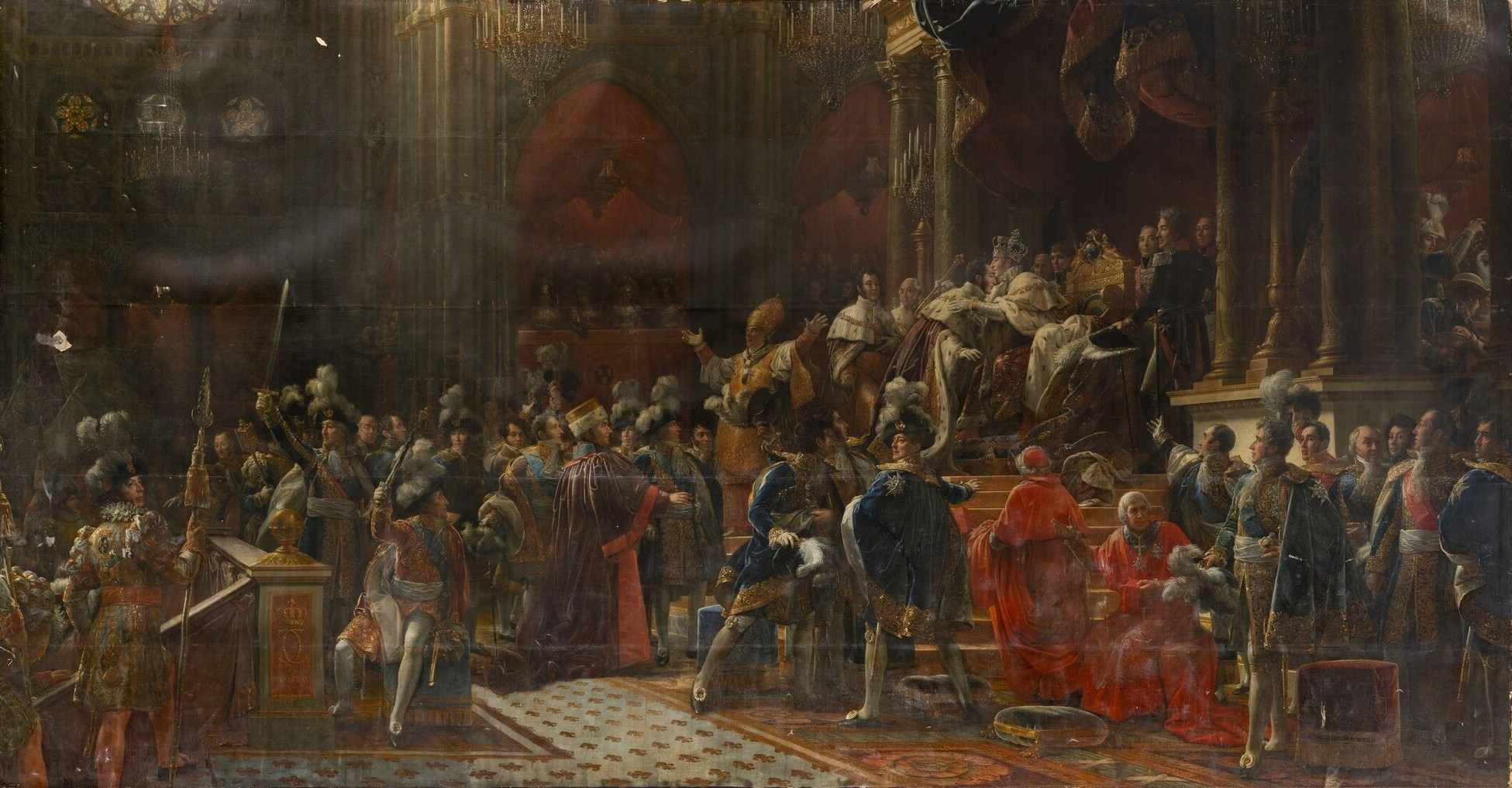
Incoronazione nella cattedrale di Reims di Carlo X. Talleyrand è sempre presente, al centro con il cappello piumato, mentre osserva Carlo X che riceve gli omaggi dei principi del sangue

Prima però c'è appunto l'ultimo colpo di coda del Bonaparte: la fuga dall'Isola d'Elba il 26 febbraio 1815 e il suo reinsediamento a Parigi. Luigi XVIII, appena venuto a conoscenza dello sbarco di Napoleone in Provenza, fugge. Napoleone, giunto a Parigi, confisca subito i beni del principe di Périgord e poi gli scrive a Vienna per offrirgli l'incarico di ministro degli esteri, incarico che Talleyrand non esita a rifiutare: egli sa benissimo che quello di Napoleone sarà un fuoco di paglia e quindi si dà un gran daffare presso le potenze del Congresso per dissociare in qualche modo le responsabilità della nazione che rappresenta dalle future imprese del redivivo corso. Comincia così nuovamente per il principe di Périgord un lungo periodo di riposo forzato. La carica di Gran ciambellano gli consente di parlare alla Camera dei Pari, ove non perde occasione di scagliare la propria oratoria sarcastica contro il nuovo governo.

### La Monarchia di Luglio
Nel 1830 Luigi Filippo diviene re dopo la Rivoluzione di luglio che caccia Carlo X. Il nuovo sovrano, dietro la cui ascesa si intravede ancora la mano onnipresente del "Diavolo zoppo", nomina Talleyrand ambasciatore straordinario a Londra, con lo scopo di rassicurare gli altri Paesi europei, sotto la dipendenza nominale del ministro degli esteri Molé, al quale naturalmente il principe di Benevento si guarda bene dall'obbedire. Come diplomatico contribuisce in modo determinante all'indipendenza del Belgio, che il Congresso di Vienna, contro il suo parere, aveva annesso ai Paesi Bassi: reagendo alla sollevazione in armi dei belgi, riesce a far indire una Conferenza a Londra fra le grandi potenze che sancisce l'indipendenza del Belgio. I riottosi Paesi Bassi tentano l'occupazione armata, ma Talleyrand riesce a far votare all'Assemblea francese la decisione di intervenire militarmente nel caso ciò accadesse e i Paesi Bassi si ritirano. Potrà così permettersi anche di far salire al trono belga il suo candidato, il principe Leopoldo di Sassonia-Coburgo-Gotha. Il suo ultimo successo politico prima del ritiro è la firma di una quadruplice alleanza fra Inghilterra, Francia, Spagna e Portogallo.
Nel 1835 Talleyrand lascia la vita pubblica e si ritira nel castello di Valençay, che abbandona soltanto nel 1837, quando si rende conto che i suoi giorni sono contati.
L'avvicinarsi della morte pone Talleyrand in un grande imbarazzo. Se rifiuta i sacramenti getta un'ombra sulle consacrazioni a vescovo costituzionale da lui fatte; d'altro canto mal si vede a condurre una vita da penitente per gli ultimi giorni. Solamente quando sente che gli resta poco da vivere acconsente a ricevere il giovane Félix Dupanloup e a firmare la dichiarazione di ritrattazione che gli viene richiesta, della quale ha soppesato tutti i termini, e a ricevere l'estrema unzione e il viatico. Quando il sacerdote, conformemente al rito,  deve ungergli le mani con l'olio degli infermi, gli dice «non dimentichi che sono un vescovo»: infatti il rito allora prescriveva che l'unzione dei palmi delle mani fosse sostituita da quella sul dorso quando essa era conferita a sacerdoti e vescovi, essendo le palme già state consacrate nell'ordinazione presbiterale, riconoscendo così in extremis la sua qualità episcopale e quindi le consacrazioni da lui fatte. Poco prima di morire riceve l'omaggio di una gran parte del mondo parigino, inclusi il re e la regina.
Alla sua morte lo scrittore Renan disse che Talleyrand, uomo per tutte le stagioni, era riuscito a ingannare la terra e il cielo.
Le esequie ufficiali furono celebrate con rito religioso il 22 maggio. Pochi mesi dopo il suo corpo fu traslato in una cappella vicina al castello di Valençay.

## Nella cultura di massa

### Cinema
- Il diavolo zoppo (Le Diable boiteux), regia di Sacha Guitry (1948)
- A cena col diavolo (Le Souper), regia di Édouard Molinaro (1992)
- Napoleon, regia di Ridley Scott (2023)

### Televisione
- I grandi camaleonti - sceneggiato (1964)
- Napoleone e Giuseppina (Napoleon and Josephine: A Love Story) - miniserie TV (1987)
- Napoléon - miniserie TV (2002)

## Genealogia episcopale
La genealogia episcopale è:
- Cardinale Guillaume d'Estouteville, O.S.B.Clun.
- Papa Sisto IV
- Papa Giulio II
- Cardinale Raffaele Riario
- Papa Leone X
- Papa Paolo III
- Cardinale Francesco Pisani
- Cardinale Alfonso Gesualdo
- Papa Clemente VIII
- Cardinale Pietro Aldobrandini
- Cardinale Laudivio Zacchia
- Cardinale Antonio Barberini, O.F.M.Cap.
- Cardinale Nicolò Guidi di Bagno
- Arcivescovo François de Harlay de Champvallon
- Arcivescovo Hardouin Fortin de la Hoguette
- Cardinale Henri-Pons de Thiard de Bissy
- Cardinale Charles-Antoine de la Roche-Aymon
- Cardinale Alexandre-Angélique de Talleyrand-Périgord
- Vescovo Louis-André de Grimaldi
- Vescovo Charles-Maurice de Talleyrand-Périgord

## Stemma
| Immagine                                        | Blasonatura |
| ----------------------------------------------- | --- |
| \| \|                                           | Vescovo di Autun Di rosso a tre leoni d'oro armati, lampassati e coronati d'azzurro (Talleyrand-Périgord). Motto: RE QUE DIOU |
| Sotto l'Impero francese                         | Principe di Benevento e dell'Impero francese (5 giugno 1806), Gran Ciambellano dell'Imperatore (11 luglio 1804), Principe-Vice Grande Elettore (1807), Senatore (14 agosto 1807), Grand aigle della Legion d'onore, Gran Collare della Legion d'onore, ecc. Partito: al I di rosso a tre leoni d'oro armati, lampassati e coronati d'azzurro (Talleyrand-Périgord), al II d'oro al cinghiale passante di nero caricato sul dorso di una pezza d'argento (Benevento); al capo dei Principi sovrani dell'Impero francese. Motto: RE QUE DIOU |
| Duca e pari di Francia durante la Restaurazione | Principe di Talleyrand, Duca di Dino (9 novembre 1815, Regno di Napoli), Duca e Pari di Francia (31 agosto 1817), Gran ciambellano di Francia (28 settembre 1815), Cavaliere dell'Ordine dello Spirito Santo, Cavaliere del Toson d'oro, ecc. Di rosso a tre leoni d'oro armati, lampassati e coronati d'azzurro (Talleyrand-Périgord). Motto: RE QUE DIOU |
|                                                 | |